# Концентрация вредных веществ, мгновенно-опасная для жизни или здоровья
Значения концентраций вредных веществ, которые мгновенно-опасны для жизни или здоровья, стали использоваться Национальным институтом охраны труда (NIOSH) как критерий при выборе достаточно надёжного респиратора с середины 1970-х. Для обоснования выбора значений этих концентраций для разных вредных веществ была собрана информация из разных источников, использовавшихся Институтом при первоначальной разработке таких концентраций для 387 вредных веществ. Кроме того, Институт продолжает собирать, сохранять и пересматривать информацию и методики, относящиеся к уже разработанным значениям концентраций (когда это уместно), и разрабатывает новые значения мгновенно-опасных концентраций.
При работе в загрязнённой атмосфере для защиты здоровья рабочих часто используют средства индивидуальной защиты (СИЗОД) — респираторы. Для надёжного сбережения здоровья выбранный респиратор по своим защитным свойствам должен соответствовать степени загрязнённости воздуха. Для выбора таких достаточно надёжных респираторов в промышленно-развитых странах, где регистрируются профзаболевания и где работодатель несёт ответственность за повреждение здоровья рабочих, разработаны стандарты по охране труда с требованиями к выбору СИЗОД. В этих стандартах при оценке того, подходит респиратор для использования, или не подходит, используется (как один из критериев для оценки требуемой надёжности) способность рабочего покинуть загрязнённую атмосферу без риска для жизни и здоровья при отказе СИЗОД. То есть может ли кратковременное вдыхание загрязнённого воздуха угрожать жизни или привести к необратимому ухудшению здоровья.

## История вопроса
Обсуждение того, как использовать респираторы, когда загрязнённость воздуха мгновенно-опасна для жизни или здоровья (Immediately Dangerous to Life or Health concentration, IDLH), началось по крайней мере с начала 1940-х. Бюллетень Минтруда США сообщает:

Случаи, когда требуется использование респираторов, можно разделить на два вида: (1) не-опасные, и (2) опасные. Неопасные случаи — это те, когда загрязнённость воздуха не представляет мгновенной опасности для жизни или здоровья, но создаёт сильный дискомфорт, приводит к появлению заболеваний, стойкому ухудшению здоровья или к смерти при длительном или повторяющемся воздействии. А опасные случаи — это когда рабочие подвергаются или могут подвергнуться воздействию атмосферы, которая мгновенно-опасна для жизни или здоровья при относительно кратковременном воздействии.

Управление по охране труда (OSHA, в Минтруда США) в своих документах (относящихся к работе с опасными веществами и к реагированию на чрезвычайные ситуации) пишет следующее:

Воздушная концентрация любых — токсичных, агрессивных или удушающих веществ, которая создаёт мгновенную опасность для жизни, или вызывает необратимое ухудшение здоровья (или ухудшение здоровья с задержкой), или (может) помешать рабочему (самостоятельно) покинуть опасную атмосферу.

В стандартах Управления по охране труда, относящихся к работе в замкнутом пространстве, было дано такое определение:

Любые условия, которые создают мгновенную угрозу для жизни, в том числе — с задержкой по времени, или которые могут вызвать необратимое ухудшение здоровья, или могут помешать рабочему (самостоятельно) покинуть опасное место. Замечание: некоторые вредные вещества (например — фтористый водород и пары кадмия) могут при кратковременном воздействии нанести большой вред здоровью, который — даже при сильном воздействии — может выглядеть незначительным и не требующим медицинской помощи, но может привести к неожиданной смерти с задержкой на 12-72 часа после воздействия. Пострадавший «чувствует себя нормально» после прекращения воздействия и прекращения проявлений кратковременных симптомов — пока не произойдёт ухудшение состояния или смерть. Опасные концентрации таких веществ (также) стали считать мгновенно-опасными.

В стандарте по охране труда, регулирующем выбор и организацию применения респираторов, в разделах «Выбор респираторов» и «Использование респираторов» Управление требует, чтобы при проведении работы в мгновенно-опасной атмосфере рабочий использовал шланговый респиратор с принудительной подачей воздуха, или автономный дыхательный аппарат, чтобы он использовал страховочную верёвку и т. п. средства, позволяющие вытащить его из опасного места, и чтобы рядом дежурил другой человек с подходящим спасательным снаряжением.

## Программа разработки стандартов по охране труда, регулирующих работу с вредными веществами
В 1974 Институт и Управление начали совместно разрабатывать стандарты по охране труда в соответствии с разделом 6(b) Закона об охране труда для тех вредных веществ, для которых были установлены предельно-допустимые концентрации (ПДК) (воздуха в зоне дыхания — permissible exposure limit, PEL). Эта совместная работа получила название Standards Completion Program (SCP), и в ней участвовали сотрудники разных подразделений Института и Управления, а также из нескольких других организаций. При выполнении этой программы было разработано 387 проектов стандартов для разных вредных веществ, и собрана документация с технической информацией и рекомендациями, которые требовались для принятия (официального, юридически) новых стандартов по охране труда. Хотя новые стандарты не были обнародованы в то время, но собранные сведения стали основой для (разработки) Указаний по соблюдению норм охраны труда при работе с вредными химическими веществами.
В рамках выбора (достаточно эффективного) респиратора для каждого из проектов стандартов по охране труда, было определено значение мгновенно-опасной концентрации. Значения этих концентраций, установленные при выполнении Программы разработки стандартов, основывались на определении, которое было дано в разделе 30 CFR 11.3(t). Значения таких концентраций устанавливали для того, чтобы определить ту концентрацию, при которой рабочий может покинуть опасное место без риска для жизни и риска необратимого ухудшения здоровья, если его СИЗОД выйдет из строя (например — сорбент противогазного фильтра насытится, и произойдёт проскок, или если прекратится подача воздуха у шлангового респиратора), то есть концентрации, при превышении которой можно использовать только самые надёжные респираторы. при определении того, сможет ли рабочий покинуть опасную атмосферу без риска для жизни и риска необратимого ухудшения здоровья, учитывали также и воздействие на глаза и раздражение органов дыхания, и другие вредные воздействия (например — дезориентация, нарушение координации движений), способные помешать эвакуации. Хотя обычно для покидания опасного места требуется менее 30 минут, значения мгновенно-опасной концентрации основывали на тех последствиях воздействия, которые могут произойти при воздействии в течение 30 минут — с запасом для безопасности. Но то, что эти концентрации установили исходя из 30-минутного воздействия не означает, что рабочий может оставаться на рабочем месте после отказа респиратора хоть немного дольше, чем это необходимо. Он должен приложить все усилия для немедленной эвакуации.
Значения этих концентраций были определены во время выполнения программы разработки стандартов SCP индивидуально, с учётом имевшихся тогда сведений о токсичности. Во всех случаях, когда это было возможно, для установления значений мгновенно-опасных концентраций использовали результаты исследований людей, которые подвергались кратковременному воздействию. Но в большинстве случаев, из-за отсутствия информации для людей, использовали информацию о токсичности при воздействии на животных. При использовании результатов исследований токсичности при кратковременном (0,5—4 часа) воздействии на животных, когда это был единственный источник информации, брали самую маленькую концентрацию, при которой наблюдались смерть или необратимое ухудшение здоровья у животных любого вида. При использовании значений летальной дозы для животных, мгновенно-опасную концентрацию определяли на основе эквивалентного воздействия на рабочего весом 70 кг расходовавшего 10 м³ воздуха.
Поскольку данные о хронических эффектах могут быть слабо связаны с острыми отравлениями, то эти сведения использовали для определения мгновенно-опасной концентрации только тогда, когда данных по острым отравлениям не было совсем, и только с учётом мнения компетентных специалистов. В ряде случаев, при отсутствии подходящих сведений о токсичности при воздействии на людей и на животных, для определения значений мгновенно-опасных концентраций использовали сведения о других вредных веществах со схожими токсичными эффектами — по аналогии.

## Обсуждение исходных значений мгновенно-опасных концентраций
Обоснования всех 387 значений мгновенно-опасных концентраций, разработанных при выполнении программы SCP, были изучены и проработаны. Также были включены все те ссылки на источники информации, на которые ссылались в SCP, а во многих случаях цитировались только вторичные источники, и к ним добавили ссылки на первичные источники. Когда это было возможно, для проверки информации, на которую ссылались, были получены ссылки и на вторичные, и на первичные источники. Но в нескольких случаях такие исходные источники, как например, частная переписка и сообщения иностранных специалистов, не были установлены.
Программа SCP охватывала 387 вредных веществ, но мгновенно-опасные концентрации были определены не для всех из них. Имевшаяся тогда информация о 40 веществах (например — ДДТ и трифенилфосфат), не позволяла определить, при какой большой концентрации начинаются острые эффекты, или когда рабочий не может покинуть опасное место (при 30-минутном воздействии). В этих случаях вместо значений концентрации отмечали «нет данных». при выборе подходящего респиратора для защиты от всех этих веществ использовали только коэффициенты защиты. Для некоторых веществ (например — дым меди, тетрил) на основании мнения специалистов значение ожидаемого коэффициента защиты 2000, умноженное на ПДК, было взято как «граничная концентрация», при превышении которой можно было использовать только «самые надёжные» респираторы. Но для большинства аэрозолей, для которых не было сведений для определения мгновенно-опасной концентрации (например — для фербама /ferbam и для масляного тумана) использование ожидаемого коэффициента защиты 2000 привело к тому, что получилась концентрация, которая вряд ли могла встретится в производственных условиях. Кроме того, воздействие вредных веществ при концентрации выше 500 ПДК для многих аэрозолей было таким, что мешало смотреть. Поэтому решили, что в рамках программы SCP и при пересмотре значений мгновенно-опасных концентраций для таких аэрозолей решили, что при концентрации свыше 500 ПДК можно использовать только самые надёжные респираторы.
При выполнении программы SCP значения мгновенно-опасных концентраций не были установлены для 22 веществ (например — для бромоформа и для оксида кальция) из-за недостаточного количества подходящей информации о токсичности, и поэтому вместо значений этой концентрации указывали «неизвестно». Для большинства из этих веществ на основании мнения специалистов была установлена концентрация, при превышении которой можно было использовать только «самые надёжные» респираторы. Эти концентрации превышали соответствующие ПДК в 10—2000 раз в зависимости от вещества. Ещё у 10 веществ (например — н-пентан и этиловый эфир) было установлено только то, что мгновенно-опасная концентрация превышает нижнюю границу порога воздействия lower exposure limits (LELs). Поэтому эта нижняя граница порога воздействия и была выбрана как мгновенно-опасная концентрация. В проектах стандартов по охране труда при работе с этими вредными веществами при концентрации, большей нижней границы порога воздействия разрешали использовать только «самые надёжные» респираторы.
Для ещё 10 вредных веществ (таких, как бериллий, и эндрин (пестицид) те значения мгновенно-опасной концентрации, которые были установлены при выполнении программы SCP, оказались больше значений, полученных при использовании ожидаемых коэффициентов защиты респираторов. В большинстве случаев значения мгновенно-опасной концентрации у этих веществ были приняты равными 2000 ПДК.

## Применение значений мгновенно-опасных концентраций, данных NIOSH
Сейчас значения мгновенно-опасных концентраций — по определению, которое дано им в — это величина, которая показывает, при какой концентрации кратковременное воздействие вредного вещества на рабочего, не использующего респиратор, может привести к смерти или к необратимому ухудшению здоровья (сразу или с задержкой по времени), или может помешать покинуть опасное место. Значения таких концентраций определяли для того, чтобы:
- Обеспечить возможность самостоятельного покидания опасного места рабочим в случае отказа респиратора, и
- Определить значение той концентрации, при превышении которой рабочий должен использовать самые надёжные респираторы, обеспечивающие наибольшую защиту[6]. При установлении значений этих концентраций учитывали следующее:

- Способность рабочего покинуть опасное место без риска для жизни и без необратимого ухудшения здоровья (при этом считали, что для покидания опасного места хватит 30 минут).
- Возможность сильного раздражения глаз и другие негативные последствия, которые могут помешать эвакуации.

Руководство NIOSH по выбору респираторов (включено как приложение в) использовало мгновенно-опасные концентрации как один из критериев выбора достаточно эффективного СИЗОД. Согласно этому руководству, в опасных ситуациях (например — при тушении пожаров, при воздействии канцерогенных веществ, входе в места с недостатком кислорода, места с концентрацией вредных веществ, превышающей ПДК в 2000 раз и более, или когда есть риск смерти или необратимого ухудшения здоровья, и т. п.) должны использоваться наиболее надёжные респираторы. К ним относят автономные дыхательные аппараты с полнолицевой маской и подачей воздуха по потребности под давлением, или иным способом подачи — таким, что при вдохе давление под маской выше наружного; или шланговые респираторы с маской и подачей воздуха по потребности под давлением, или иным способом подачи — таким, что при вдохе давление под маской выше наружного, в сочетании с вспомогательным автономным дыхательным аппаратом с таким же режимом подачи воздуха.
При разработке значений мгновенно-опасных концентраций в середине 1970-х годов для ряда вредных веществ было немного токсикологической информации. В 1993 году Институт запросил тех, кто работает в промышленности, о использовании мгновенно-опасных концентраций в производственных условиях, и о научной адекватности критериев и методов, которые были использованы при первоначальном установлении этих значений. Полученная после этого информация (отзывы с производства) была изучена и использована для планирования дальнейших действий в этой области (связанной с мгновенно-опасными концентрациями).
При работе с 85 веществами (включая бензол и метиленхлорид), которые Управлением считались канцерогенными, но за исключением оксида этилена и (кристаллического) кварца, Институт рекомендовал использовать наиболее надёжные респираторы при превышении ПДК, а при отсутствии ПДК — при превышении любой измеримой концентрации. При воздействии кристаллического кварца и оксида этилена Институт рекомендовал использовать самые надёжные респираторы при превышении концентрации 25 мг/м³ и 5 ppm, соответственно.

## Пересмотренные критерии для установления мгновенно-опасных концентраций
При определении адекватности используемых значений мгновенно-опасных концентраций использовали критерии, которые были сочетанием критериев, использовавшихся при выполнении программы SCP, и новых методов, разработанных в NIOSH. Эти критерии состояли из использования нескольких разных способов, которые использовались с учётом их приоритетности. Самым приоритетным было использование информации об острой токсичности при воздействии на людей, затем — сведения об острой токсичности при воздействии на животных (при вдыхании), затем — сведения об острой токсичности при воздействии на животных (при введении через рот). Если такой подходящей информации не было, или её было недостаточно, то использовали сведения о токсичности, приводящей к хроническим заболеваниям, или аналогию с другими веществами, которые давали схожий токсический эффект. Для проведения процесса пересмотра, сначала использовали главным образом вторичные токсикологические сведения. После получения «предварительных» значений (новых) мгновенно-опасных концентраций их сравнивали с уже использовавшимися (старыми) концентрациями, а также с несколькими другими факторами (имевшимися для данного вещества «кратковременными» ПДК и нижним пределом взрывоопасной концентрации LEL)
Чтобы определить пересмотренные значения мгновенно-опасной концентрации, эти значения сначала определяли «предварительно», и для определения «предварительных» значений использовали описанные ниже методы (перечислены в порядке приоритетности).
1. Сведения о концентрации при воздействии на людей (если такие имелись), которая в течение срока 30 минут не приводила ни к смерти, ни к серьёзному или необратимому повреждению здоровья, и не мешала рабочему самостоятельно покинуть опасное место.
2. Затем использовали сведения о концентрациях, воздействие которых приводило к острым эффектам у животных. Использовали только те значения концентраций, которые были установлены при использовании млекопитающих. В большинстве случаев использовали крыс, мышей, морских свинок и хомячков. Решили использовать наименьшие значения концентраций LC (которые были достоверны, надёжны), и предпочтительным было использование LC50. Если не было сведений о LC при 30-минутном воздействии, то для коррекции на такой интервал (с другого) использовали формулу из исследования:
откорректированная LC50 (30 минут) = LC50(t) * (t/0.5)(1/n), где LC50(t) — это концентрация LC, определённая за t часов, а «n» — константа.
Замечание: в определили взаимосвязь, показанную выше, на основе экспериментальных данных. У них получилось, что для 18 из 20 изучавшихся веществ значения «n» меньше 3,0. Хотя при разработке мгновенно-опасных концентраций в тех случаях, когда можно было применить конкретные значения «n», полученные использовались именно они, но (в остальных случаях) при пересмотре первоначальных концентраций использовались консервативные значения «n» = 3,0. Это позволило пересчитать данные о летальной концентрации LC на 30-минутный интервал.

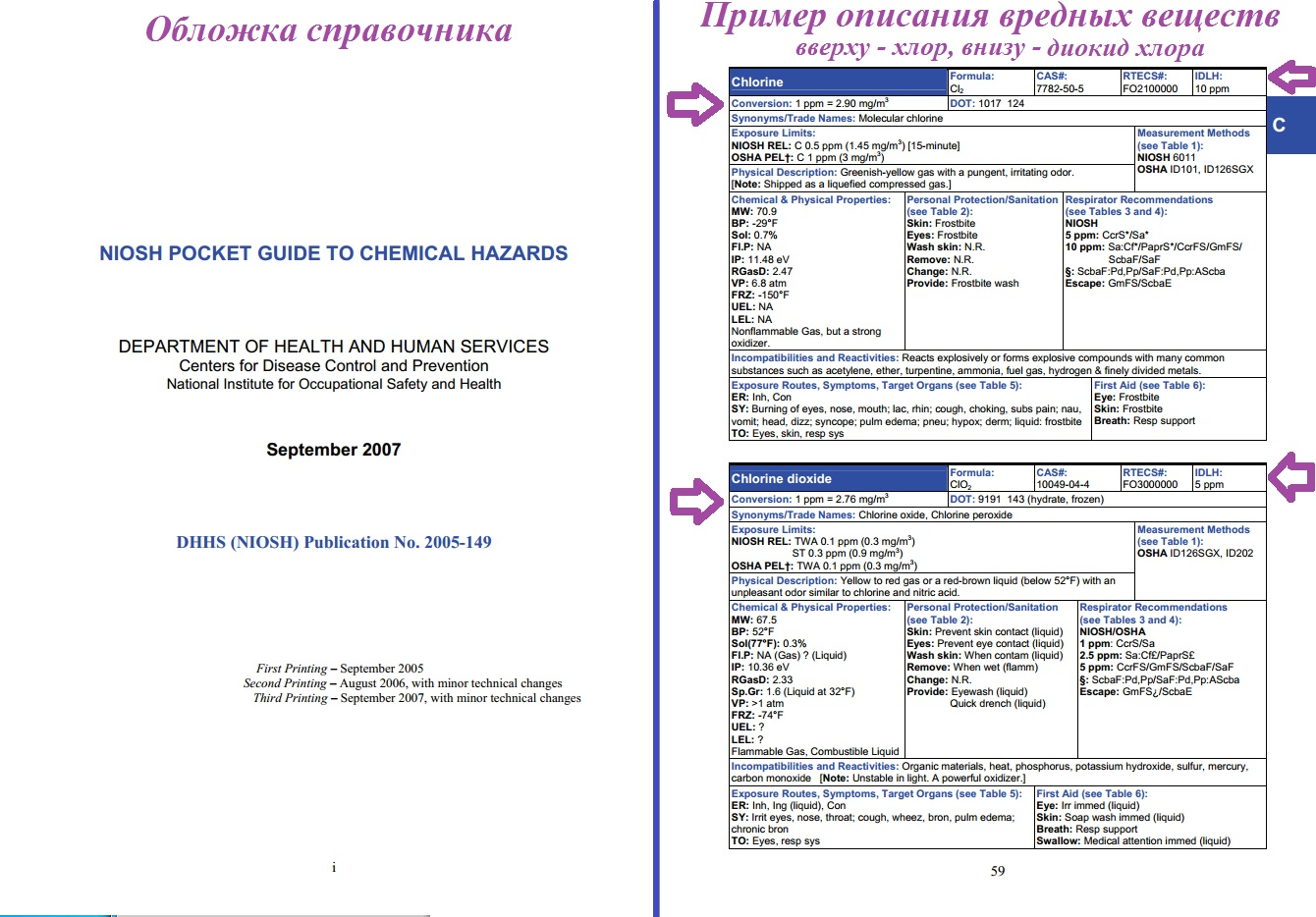
Выдержка из с примером значений мгновенно-опасной концентрации хлора и диоксида хлора (IDLH)

Поправочные коэффициенты, полученные при использовании уравнения и показателя «n» равного 3,0:
| Длительность воздействия, часы | Поправочный коэффициент |
| ------------------------------ | ----------------------- |
| 0.5                            | 1.0                     |
| 1                              | 1.25                    |
| 2                              | 1.6                     |
| 3                              | 1.8                     |
| 4                              | 2.0                     |
| 5                              | 2.15                    |
| 6                              | 2.3                     |
| 7                              | 2.4                     |
| 8                              | 2.5                     |

Для определения «предварительных» значений мгновенно-опасных концентраций полученные LC значения регулировали (при необходимости — после внесения поправок на отличие интервала воздействия от 30-минутного), и уменьшали в 10 раз (коэффициент безопасности). Полученные предварительные концентрации использовали затем для сравнения.
3. Затем рассматривали сведения о дозе, приводящей к гибели 50 % животных (LD). Как и в случае с концентрациями, приводящими к смерти, использовали только те значения концентраций (приводящих к смерти), которые были установлены при использовании млекопитающих. В большинстве случаев использовали крыс, мышей, морских свинок и хомячков. Решили использовать наименьшие значения летальных дох, и предпочтительно — LD50 при введении через рот. Эти дозы затем использовались при пересчёте на эквивалентную дозу для 70-килограммового рабочего. При этом, как и при выполнении программы SCP, для определения воздушной концентрации для такой дозы брали объём воздуха 10 м³. (При расходе воздуха у рабочего 50 л/мин за 30 минут рабочий вдохнёт 1,5 м³.) Чтобы затем получить значения предварительных концентраций для последующего сравнения, эти концентрации делили на 10 (коэффициент безопасности).
5. Считали, что сведения о токсичности при концентрациях, приводящих к хроническим заболевания, не применимы к острым отравлениям. Но учитывали то, что хронические воздействия могут иметь некоторую взаимосвязь с эффектами при острых отравлениях.
6. При отсутствии подходящих сведений о токсичности, которые бы прямо относились к рассматриваемым вредным веществам, и в тех случаях, когда (написанное далее) оправдано, использовали сведения о токсичности других аналогичных вредных веществ, у которых схожие острые токсические свойства.
7. Все значения мгновенно-опасных концентраций, предварительно полученные при пересмотре, перед использованием в качестве новых значений, проверяли в соответствии со следующим:
- Наименьший предел воздействия. Было решено, что регулярное воздействие вредных веществ следует ограничить величиной, в 10 раз меньшей нижнего предела взрывоопасной концентрации (Lower explosive limit LEL). (Замечание: При разработке самых первых мгновенно-опасных концентраций их величины брали равными нижнему пределу взрывоопасной концентрации (100 % LEL), если не было информации о риске серьёзного повреждения здоровья при меньших концентрациях.) Но Управление считает, что при работе в замкнутом пространстве[3], и концентрации вредных веществ свыше 10 % от LEL, есть опасность для здоровья.
- Данные о концентрации, воздействие которой в течение 10 минут приводит к снижению расхода воздуха на 50 % (RD50) у мышей или крыс, которые могли использоваться для определения концентрации, вызывающей сильное раздражение органов дыхания. При длительном воздействии при концентрации RD50 происходит повреждение дыхательных путей и их раздражение[14][15].
- (Учитывали) другие ограничения по кратковременному воздействию вредных веществ, например American Industrial Hygiene Association’s emergency response planning guidelines (ERPGs) и National Research Council’s emergency exposure guidance levels (EEGLs) и Short-term public emergency guidance levels (SPEGLs), и ПДКрз стандартов по охране труда (или рекомендации) Управления OSHA PELs, NIOSH RELs, или American Conference of Governmental Industrial Hygienists (ACGIH) TLVs.
- На основе руководства NIOSH по выбору респираторов (1987) пересмотренные значения не должны превышать 2000 ПДК.
- Пересмотренные значения не должны превышать те значения, которые были установлены при выполнении программы SCP (то есть самые первые)

## Выбор респиратора с учётом мгновенно-опасной концентрации
Если концентрация вредных веществ мгновенно-опасна, то рабочий должен применять самый надёжный респиратор. Такими респираторами являются те, которые не имеют фильтров (также как они не зависят от плохо предсказуемого срока их службы), и такие, у которых поддерживается избыточное давление воздуха под маской во время вдоха (так как это снижает риск просачивания неотфильтрованного воздуха через зазоры между маской и лицом).
По этой причине учебник рекомендует использовать при работе в условиях, когда концентрация равна или превышает мгновенно-опасную, исключительно автономные дыхательные аппараты с постоянным избыточным давлением под маской, или шланговые респираторы с полнолицевой маской и постоянным избыточным давлением под маской в сочетании с автономным дыхательным аппаратом (вспомогательным), который может потребоваться при нарушении подачи воздуха по шлангу.
Алгоритм выбора респиратора для известных условий работы позволяет определить — является ли концентрация мгновенно-опасной или нет, если в воздухе имеется более чем одно вредное вещество.
| Численные значения мгновенно-опасных концентраций вредных веществ (для которых они разработаны) | Численные значения мгновенно-опасных концентраций вредных веществ (для которых они разработаны) | Численные значения мгновенно-опасных концентраций вредных веществ (для которых они разработаны) | Численные значения мгновенно-опасных концентраций вредных веществ (для которых они разработаны) | Численные значения мгновенно-опасных концентраций вредных веществ (для которых они разработаны) | Численные значения мгновенно-опасных концентраций вредных веществ (для которых они разработаны) | Численные значения мгновенно-опасных концентраций вредных веществ (для которых они разработаны) | Численные значения мгновенно-опасных концентраций вредных веществ (для которых они разработаны) |
| Номер                                                                                           | Номер                                                                                           | Название                                                                                        | Название                                                                                        | Мгновенно-опасная концентрация                                                                  | Мгновенно-опасная концентрация                                                                  | Ссылка на источник                                                                              | Синонимы названия |
| CAS                                                                                             | № МКХБ                                                                                          | На русском языке                                                                                | (en)                                                                                            | в мг/м³                                                                                         | в ppm                                                                                           | Ссылка на источник                                                                              | Синонимы названия |
| ----------------------------------------------------------------------------------------------- | ----------------------------------------------------------------------------------------------- | ----------------------------------------------------------------------------------------------- | ----------------------------------------------------------------------------------------------- | ----------------------------------------------------------------------------------------------- | ----------------------------------------------------------------------------------------------- | ----------------------------------------------------------------------------------------------- | --- |
| 75-07-0                                                                                         | 0009                                                                                            | Ацетальдегид                                                                                    | Acetaldehyde                                                                                    | 3600 мг/м³                                                                                      | 2000 ppm                                                                                        | 75070 Архивная копия от 2 октября 2015 на Wayback Machine                                       | Уксусный альдегид; Этана́ль; Метилформальдегид; Этиловый альдегид |
| 64-19-7                                                                                         | 0363                                                                                            | Уксусная кислота                                                                                | Acetic acid                                                                                     | 123 мг/м³                                                                                       | 50 ppm                                                                                          | 64197                                                                                           | Этановая кислота; Ледяная уксусная кислота; Этиловая кислота; Метанкарбоксильная кислота |
| 108-24-7                                                                                        | 0209                                                                                            | Уксусный ангидрид                                                                               | Acetic anhydride                                                                                | 836 мг/м³                                                                                       | 200 ppm                                                                                         | 108247                                                                                          | Ангидри́д у́ксусной кислоты́, Ацетангидрид; Ацетилоксид |
| 67-64-1                                                                                         | 0087                                                                                            | Ацетон                                                                                          | Acetone                                                                                         | 5900 мг/м³                                                                                      | 2500 ppm                                                                                        | 67641 (10 % минимальной взрыво- пожароопасной концентрации по объёму)                           | 2-Пропанон; Диметилкетон; Метилкетон; Пропан-2-он |
| 75-05-8                                                                                         | 0088                                                                                            | Ацетонитрил                                                                                     | Acetonitrile                                                                                    | 840 мг/м³                                                                                       | 500 ppm                                                                                         | 75058 Архивная копия от 2 октября 2015 на Wayback Machine                                       | Метилцианид; Цианометан; Этаннитрил; Уксусной кислоты нитрил |
| 79-27-6                                                                                         | 1235                                                                                            | Тетрабромид ацетилена                                                                           | Acetylene tetrabromide                                                                          | 113,1 мг/м³                                                                                     | 8 ppm                                                                                           | 79276                                                                                           | 1,1,2,2,-Тетрабромэтан; Тетрабромацетилен; Жидкость Мютманна |
| 107-02-8                                                                                        | 0090                                                                                            | Акролеин                                                                                        | Acrolein                                                                                        | 4,58 мг/м³                                                                                      | 2 ppm                                                                                           | 107028                                                                                          | 2-Пропеналь; Акриловый альдегид; 2-Пропен-1-он |
| 79-06-1                                                                                         | 0091                                                                                            | Акриламид                                                                                       | Acrylamide                                                                                      | 60 мг/м³                                                                                        | -                                                                                               | 79061, канцерогенное вещество                                                                   | 2-Пропанамид; Проп-2-енамид; Амид акриловой кислоты; Виниламид |
| 107-13-1                                                                                        | 0092                                                                                            | Акрилонитрил                                                                                    | Acrylonitrile                                                                                   | 184,45 мг/м³                                                                                    | 85 ppm                                                                                          | 107131                                                                                          | Цианоэтилен; 2-пропеннитрил; Винилцианид; Проп-2-енонитрил |
| 309-00-2                                                                                        | 0774                                                                                            | Альдрин                                                                                         | Aldrin                                                                                          | 25 мг/м³                                                                                        | -                                                                                               | 309002, канцерогенное вещество                                                                  | Олдрин; 1,4:5,8-Диметанонафталин |
| 107-18-6                                                                                        | 0095                                                                                            | Аллиловый спирт                                                                                 | Allyl alcohol                                                                                   | 47,6 мг/м³                                                                                      | 20 ppm                                                                                          | 107186                                                                                          | Винил карбинол; Пропениловый спирт; 2-Пропен-1-ол; 3-Гидроксипропен |
| 107-05-1                                                                                        | 0010                                                                                            | Аллилхлорид                                                                                     | Allyl chloride                                                                                  | 782,5 мг/м³                                                                                     | 250 ppm                                                                                         | 107051                                                                                          | 3-Хлор-1-пропен; 3-Хлорпропилен; 3-Хлорпроп-1-ен |
| 106-92-3                                                                                        | 0096                                                                                            | Аллилглицидиловый эфир                                                                          | Allyl glycidyl ether                                                                            | 233,5 мг/м³                                                                                     | 50 ppm                                                                                          | 106923                                                                                          | Аллил 2,3-эпоксипропиловый эфир |
| 504-29-0                                                                                        | 0214                                                                                            | 2-Аминопиридин                                                                                  | 2-Aminopyridine                                                                                 | 19,25 мг/м³                                                                                     | 5 ppm                                                                                           | 504290                                                                                          | о-Аминопиридин; альфа-Аминопиридин |
| 7664-41-7                                                                                       | 0414                                                                                            | Аммиак                                                                                          | Ammonia                                                                                         | 210 мг/м³                                                                                       | 300 ppm                                                                                         | 7664417                                                                                         | |
| 7773-06-0                                                                                       | 1555                                                                                            | Сульфамат аммония                                                                               | Ammonium sulfamate                                                                              | 1500 мг/м³                                                                                      | -                                                                                               | 7773060                                                                                         | |
| 628-63-7                                                                                        | 0218                                                                                            | Пентилацетат                                                                                    | n-Amyl acetate                                                                                  | 5330 мг/м³                                                                                      | 1000 ppm                                                                                        | 628637                                                                                          | Амилацетат; н-Пентил ацетат; 1-Пентил ацетат; 1-Пентиловый эфир уксусной кислоты; Уксусной кислоты пентиловый эфир                                                                                                   |
| 626-38-0                                                                                        | 0219                                                                                            | втор-Амил ацетат                                                                                | sec-Amyl acetate                                                                                | 5330 мг/м³                                                                                      | 1000 ppm                                                                                        | 626380                                                                                          | 2-Пентил ацетат; 2-Пентиловый эфир уксусной кислоты; 1-Метилбутил ацетат |
| 62-53-3                                                                                         | 0011                                                                                            | Анилин                                                                                          | Aniline                                                                                         | 381 мг/м³                                                                                       | 100 ppm                                                                                         | 62533, канцерогенное вещество                                                                   | Бензоламин; Аминобензол; Фениламин |
| 90-04-0                                                                                         | 0970                                                                                            | 2-Меитоксианилин                                                                                | o-Anisidine                                                                                     | 50 мг/м³                                                                                        | -                                                                                               | 90040                                                                                           | о-Анизидин; 1-Амино-2-метоксибензол |
| 104-94-9                                                                                        | 0971                                                                                            | п-Анизидин                                                                                      | p-Anisidine                                                                                     | 50 мг/м³                                                                                        | -                                                                                               | 104949                                                                                          | 1-Амино-4-метоксибензол; 4-Метоксианилин |
| 7440-36-0                                                                                       | 0775                                                                                            | Сурьма                                                                                          | Antimony                                                                                        | 50 мг/м³                                                                                        | -                                                                                               | 7440360                                                                                         | |
| 86-88-4                                                                                         | 0973                                                                                            | альфа-Нафтилтиомочевина                                                                         | ANTU                                                                                            | 100 мг/м³                                                                                       | -                                                                                               | 86884                                                                                           | Анту; Крысид; Диракс; Муританил; 1-Нафтилтиомочевина |
| 7440-38-2                                                                                       | 0013                                                                                            | Мышьяк                                                                                          | Arsenic                                                                                         | 5 мг/м³                                                                                         | -                                                                                               | 7440382                                                                                         | |
| 7784-42-1                                                                                       | 0222                                                                                            | Арсин                                                                                           | Arsine                                                                                          | 9,57 мг/м³                                                                                      | 3 ppm                                                                                           | 7784421, канцерогенное вещество                                                                 | Тригидрид мышьяка; Арсенид водорода |
| 86-50-0                                                                                         | 0826                                                                                            | Азинфос-метил                                                                                   | Azinphos-methyl                                                                                 | 10 мг/м³                                                                                        | -                                                                                               | 86500                                                                                           | |
| 10361-37-2                                                                                      | 0614                                                                                            | Барий дихлорид                                                                                  | Barium chloride                                                                                 | 50 мг/м³                                                                                        | -                                                                                               | 7440393 Архивная копия от 2 октября 2015 на Wayback Machine                                     | Хлорид бария |
| 10022-31-8                                                                                      | 1480                                                                                            | Барий динитрат                                                                                  | Barium nitrate                                                                                  | 50 мг/м³                                                                                        | -                                                                                               | 7440393 Архивная копия от 2 октября 2015 на Wayback Machine                                     | Нитрат бария |
| 71-43-2                                                                                         | 0015                                                                                            | Бензол                                                                                          | Benzene                                                                                         | 1595 мг/м³                                                                                      | 500 ppm                                                                                         | 71432, канцерогенное вещество                                                                   | Циклогексатриен |
| 94-36-0                                                                                         | 0225                                                                                            | Перекись бензоила                                                                               | Benzoyl peroxide                                                                                | 1500 мг/м³                                                                                      | -                                                                                               | 94360                                                                                           | Бензоил пероксид; Дибензоил пероксид; Бензоил супероксид; Бензоил пероксид; Дибензоил пероксид |
| 100-44-7                                                                                        | 0016                                                                                            | Бензилхлорид                                                                                    | Benzyl chloride                                                                                 | 51,8 мг/м³                                                                                      | 10 ppm                                                                                          | 100447                                                                                          | альфа-Хлортолуол; (Хлорметил)бензол |
| 7440-41-7                                                                                       | 0226                                                                                            | Бериллий и его соединения                                                                       | Beryllium & beryllium compounds                                                                 | 4 мг/м³                                                                                         | -                                                                                               | 7440417                                                                                         | |
| 1303-86-2                                                                                       | 0836                                                                                            | Оксид бора                                                                                      | Boron oxide                                                                                     | 2000 мг/м³                                                                                      | -                                                                                               | 1303862                                                                                         | диБор триоксид; Борный ангидрид; Триоксид бора; Сесквиоксид бора |
| 7637-07-2                                                                                       | 0231                                                                                            | Трифторид бора                                                                                  | Boron trifluoride                                                                               | 69,3 мг/м³                                                                                      | 25 ppm                                                                                          | 7637072                                                                                         | Трифторборан |
| 7726-95-6                                                                                       | 0107                                                                                            | Бром                                                                                            | Bromine                                                                                         | 19,6 мг/м³                                                                                      | 3 ppm                                                                                           | 7726956                                                                                         | |
| 75-25-2                                                                                         | 0108                                                                                            | Бромоформ                                                                                       | Bromoform                                                                                       | 8789 мг/м³                                                                                      | 850 ppm                                                                                         | 75252                                                                                           | Трибромметан; Метенил трибромид |
| 106-99-0                                                                                        | 0017                                                                                            | Бутадиен                                                                                        | 1,3-Butadiene                                                                                   | 4420 мг/м³                                                                                      | 2000 ppm                                                                                        | 106990, (10 % минимальной взрыво- пожароопасной концентрации по объёму); канцерогенное вещество | Бута-1,3-диен; 1,3-Бутадиен; Дивинил, Винилэтилен |
| 78-93-3                                                                                         | 0179                                                                                            | Метилэтилкетон                                                                                  | 2-Butanone                                                                                      | 8850 мг/м³                                                                                      | 3000 ppm                                                                                        | 78933                                                                                           | Метил этил кетон; Бутан-2-он; Этил метил кетон; 2-Бутанон; Метил ацетон |
| 111-76-2                                                                                        | 0059                                                                                            | 2-Бутоксиэтанол                                                                                 | 2-Butoxyethanol                                                                                 | 3381 мг/м³                                                                                      | 700 ppm                                                                                         | 111762                                                                                          | 2-Бутоксиэтанол; Монобутиловый эфир этиленгликоля; Монобутилгликолевый эфир |
| 123-86-4                                                                                        | 0399                                                                                            | Бутилацетат                                                                                     | n-Butyl acetate                                                                                 | 8075 мг/м³                                                                                      | 1700 ppm                                                                                        | 123864, (10 % мин. взрыво- пожароопасная концентрация по объёму)                                | н-Бутиловый эфир уксусной кислоты; н-Бутил ацетат |
| 105-46-4                                                                                        | 0840                                                                                            | втор-Бутилацетат                                                                                | sec-Butyl acetate                                                                               | 8075 мг/м³                                                                                      | 1700 ppm                                                                                        | 105464 (10 % мин. взрыво- пожароопасная концентрация по объёму)                                 | 1-Метилпропил ацетат втор-Бутиловый эфир уксусной кислоты |
| 540-88-5                                                                                        | 1445                                                                                            | трет-Бутилацетат                                                                                | tert-Butyl acetate                                                                              | 7125 мг/м³                                                                                      | 1500 ppm                                                                                        | 540885, (10 % мин. взрыво- пожароопасная концентрация по объёму)                                | трет-Бутилацетат; Уксусной кислоты трет-бутиловый эфир; Уксусной кислоты 1,1-диметилэтиловый эфир |
| 71-36-3                                                                                         | 0111                                                                                            | Бутан-1-ол                                                                                      | n-Butyl alcohol                                                                                 | 4242 мг/м³                                                                                      | 1400 ppm                                                                                        | 71363                                                                                           | 1-Бутанол; Пропилкарбинол; н-Бутиловый спирт; н-Бутанол; Бутан-1-ол |
| 78-92-2                                                                                         | 0112                                                                                            | 2-Бутанол                                                                                       | sec-Butyl alcohol                                                                               | 6060 мг/м³                                                                                      | 2000 ppm                                                                                        | 78922                                                                                           | Бутиловый спирт вторичный; Метилэтилкарбинол; Бутиленгидрат; сек-Бутанол |
| 75-65-0                                                                                         | 0114                                                                                            | трет-Бутиловый спирт                                                                            | tert-Butyl alcohol                                                                              | 4848 мг/м³                                                                                      | 1600 ppm                                                                                        | 75650                                                                                           | 2-Метилпропанол-2; 2-Метил-2-пропанол; Триметилкарбинол; Бутиловый спирт четвертичный |
| 109-73-9                                                                                        | 0374                                                                                            | н-Бутиламин                                                                                     | n-Butylamine                                                                                    | 897 мг/м³                                                                                       | 300 ppm                                                                                         | 109739                                                                                          | 1-Аминобутан; 1-Бутанамин; Монобутиламин |
| 1189-85-1                                                                                       | 1533                                                                                            | трет-Бутил хромат                                                                               | tert-Butyl chromate                                                                             | 15 мг/м³                                                                                        | -                                                                                               | 1189851, канцерогенное вещество                                                                 | |
| 2426-08-6                                                                                       | 0115                                                                                            | n-Бутилглицидиловый эфир                                                                        | n-Butyl glycidyl ether                                                                          | 1332,5 мг/м³                                                                                    | 250 ppm                                                                                         | 2426086                                                                                         | n-Бутилглицидиловый эфир; БГЭ; 1-Бутокси-2,3-эпоксипропан; 2,3-Эпоксипропил бутиловый эфир |
| 109-79-5                                                                                        | 0018                                                                                            | н-Бутил-меркаптан                                                                               | n-Butyl mercaptan                                                                               | 1845 мг/м³                                                                                      | 500 ppm                                                                                         | 109795                                                                                          | 1-Бутантиол; Бутил меркаптан; Тиобутиловый спирт |
| 98-51-1                                                                                         | 1068                                                                                            | п-трет-Бутилтолуол                                                                              | p-tert-Butyltoluene                                                                             | 607 мг/м³                                                                                       | 100 ppm                                                                                         | 98511                                                                                           | |
| 7440-43-9                                                                                       | 0020                                                                                            | Кадмий                                                                                          | Cadmium dust                                                                                    | 9 мг/м³                                                                                         | -                                                                                               | 7440439, канцерогенное вещество                                                                 | |
| 1306-19-0                                                                                       | 0020                                                                                            | Оксид кадмия                                                                                    | Cadmium fume                                                                                    | 9 мг/м³                                                                                         | -                                                                                               | 7440439, канцерогенное вещество                                                                 | |
| 7778-44-1                                                                                       | 0765                                                                                            | Арсенат кальция                                                                                 | Calcium arsenate                                                                                | 5 мг/м³                                                                                         | -                                                                                               | 7778441, канцерогенное вещество                                                                 | Трикальций арсенат; Ортоарсенат кальция |
| 1305-78-8                                                                                       | 0409                                                                                            | Оксид кальция                                                                                   | Calcium oxide                                                                                   | 25 мг/м³                                                                                        | -                                                                                               | 1305788                                                                                         | Известь; Негашеная известь |
| 76-22-2                                                                                         | 1021                                                                                            | Камфара                                                                                         | Camphor                                                                                         | 200 мг/м³                                                                                       | -                                                                                               | 76222                                                                                           | |
| 63-25-2                                                                                         | 0121                                                                                            | Карбарил                                                                                        | Carbaryl                                                                                        | 100 мг/м³                                                                                       | -                                                                                               | 63252                                                                                           | 1-Нафтил метилкарбамат; Метилкарбамовой кислоты 1-нафтиловый эфир |
| 1333-86-4                                                                                       | 0471                                                                                            | Сажа                                                                                            | Carbon black                                                                                    | 1750 мг/м³                                                                                      | -                                                                                               | 1333864                                                                                         | |
| 124-38-9                                                                                        | 0021                                                                                            | Диоксид углерода                                                                                | Carbon dioxide                                                                                  | 72000 мг/м³                                                                                     | 40000 ppm                                                                                       | 124389                                                                                          | Углекислый газ; Угольный ангидрид; Углекислота; Двуокись углерода |
| 75-15-0                                                                                         | 0022                                                                                            | Сероуглерод                                                                                     | Carbon disulfide                                                                                | 1555 мг/м³                                                                                      | 500 ppm                                                                                         | 75150                                                                                           | Бисульфид углерода; Углерод дисульфид |
| 630-08-0                                                                                        | 0023                                                                                            | Монооксид углерода                                                                              | Carbon monoxide                                                                                 | 1380 мг/м³                                                                                      | 1200 ppm                                                                                        | 630080                                                                                          | Угарный газ; Окись углерода; Углерод оксид |
| 56-23-5                                                                                         | 0024                                                                                            | Четырёххлористый углерод                                                                        | Carbon tetrachloride                                                                            | 1258 мг/м³                                                                                      | 200 ppm                                                                                         | 56235, канцерогенное вещество                                                                   | Тетрахлорметан |
| 57-74-9                                                                                         | 0740                                                                                            | Хлордан                                                                                         | Chlordane                                                                                       | 100 мг/м³                                                                                       | -                                                                                               | 57749, канцерогенное вещество                                                                   | |
| 8001-35-2                                                                                       | 0843                                                                                            | Токсафен                                                                                        | Chlorinated camphene                                                                            | 200 мг/м³                                                                                       | -                                                                                               | 8001352, канцерогенное вещество                                                                 | Камфехлор; Хлорированный камфен; Полихлоркамфен |
| 31242–93–0                                                                                      | -                                                                                               | Хлорированного оксида дифенил                                                                   | Chlorinated diphenyl oxide                                                                      | 5 мг/м³                                                                                         | -                                                                                               | 31242930                                                                                        | decachlorodiphenyl oxide — monochlorodiphenyl oxide |
| 7782-50-5                                                                                       | 0126                                                                                            | Хлор                                                                                            | Chlorine                                                                                        | 29 мг/м³                                                                                        | 10 ppm                                                                                          | 7782505                                                                                         | |
| 10049-04-4                                                                                      | 0127                                                                                            | Диоксид хлора                                                                                   | Chlorine dioxide                                                                                | 13,35 мг/м³                                                                                     | 5 ppm                                                                                           | 10049044                                                                                        | Оксид хлора; Пероксид хлора; Оксид хлора (IV) |
| 7790-91-2                                                                                       | 0656                                                                                            | Трифторид хлора                                                                                 | Chlorine trifluoride                                                                            | 75,6 мг/м³                                                                                      | 20 ppm                                                                                          | 7790912                                                                                         | Фторид хлора; Хлортрифторид |
| 107-20-0                                                                                        | 0706                                                                                            | Хлорацетальдегид                                                                                | Chloroacetaldehyde                                                                              | 144,5 мг/м³                                                                                     | 45 ppm                                                                                          | 107200                                                                                          | 2-Хлорацетальдегид; 2-Хлор-1-этаналь; Монохлорацетальдегид |
| 532-27-4                                                                                        | 0128                                                                                            | 2-Хлорацетофенон                                                                                | α-Chloroacetophenone                                                                            | 15 мг/м³                                                                                        | -                                                                                               | 532274                                                                                          | 2-Хлор-1-фенилэтанон; альфа-Хлорацетофенон; Феноцил хлорид |
| 108-90-7                                                                                        | 0642                                                                                            | Хлорбензол                                                                                      | Chlorobenzene                                                                                   | 4610 мг/м³                                                                                      | 1000 ppm                                                                                        | 108907                                                                                          | MCB; Бензол хлорид; Фенил хлорид |
| 2698-41-1                                                                                       | 1065                                                                                            | o-Хлорбензилиденмалононитрил                                                                    | o-Chlorobenzylidene malonitrile                                                                 | 2 мг/м³                                                                                         | -                                                                                               | 2698411                                                                                         | 2-Хлоробензилиденмалононитрил; Хлорбензальмалондинитрил |
| 74-97-5                                                                                         | 0392                                                                                            | Бромхлорметан                                                                                   | Chlorobromomethane                                                                              | 10580 мг/м³                                                                                     | 2000 ppm                                                                                        | 74975                                                                                           | Хлорбром метан; Метилен хлорбромид |
| 53469-21-9                                                                                      | 0175                                                                                            | Хлордифенил (42 % хлора)                                                                        | Chlorodiphenyl (42 % chlorine)                                                                  | 5 мг/м³                                                                                         | -                                                                                               | 53469219, канцерогенное вещество                                                                | Арохлор 1242; Хлорбифенил (42 % хлора); Хлордифенил (42 % хлора); ПХБ |
| 11097-69-1                                                                                      | 0939                                                                                            | Полихлорированный бифенил                                                                       | Chlorodiphenyl (54 % chlorine)                                                                  | 5 мг/м³                                                                                         | -                                                                                               | 53469219, канцерогенное вещество                                                                | Арохлор 1254; Хлорбифенил (54 % хлора); Хлордифенил (54 % хлора); ПХБ |
| 67-66-3                                                                                         | 0027                                                                                            | Хлороформ                                                                                       | Chloroform                                                                                      | 2440 мг/м³                                                                                      | 500 ppm                                                                                         | 67663, канцерогенное вещество                                                                   | Трихлорметан; Метан трихлорид; Трихлорид метана; Формил хлорид |
| 600-25-9                                                                                        | 1423                                                                                            | 1-Хлоро-1-нитропропан                                                                           | 1-Chloro-1-nitropropane                                                                         | 5,06 мг/м³                                                                                      | 100 ppm                                                                                         | 600259                                                                                          | |
| 76-06-2                                                                                         | 0750                                                                                            | Хлорпикрин                                                                                      | Chloropicrin                                                                                    | 13,44 мг/м³                                                                                     | 2 ppm                                                                                           | 76062                                                                                           | Нитрохлороформ; Нитротрихлорметан; Трихлорнитрометан |
| 126-99-8                                                                                        | 0133                                                                                            | Хлоропрен                                                                                       | β-Chloroprene                                                                                   | 10,86 мг/м³                                                                                     | 300 ppm                                                                                         | 126998, канцерогенное вещество                                                                  | 2-Хлор-1,3-бутадиен; 2-Хлорбутадиен; бета-Хлоропрен |
| 1333-82-0                                                                                       | 1194                                                                                            | Оксид хрома(VI)                                                                                 | Chromium trioxide                                                                               | 15 мг/м³                                                                                        | -                                                                                               | 1333820, канцерогенное вещество                                                                 | Триоксид хрома; Хромовый ангидрид |
| -                                                                                               | -                                                                                               | Соединения хрома(II)                                                                            | Chromium(II)                                                                                    | 250 мг/м³                                                                                       | -                                                                                               | cr2m3                                                                                           | |
| -                                                                                               | -                                                                                               | Соединения хрома(III)                                                                           | Chromium(III)                                                                                   | 25 мг/м³                                                                                        | -                                                                                               | cr3m3                                                                                           | |
| 7440-47-3                                                                                       | 0029                                                                                            | Хром                                                                                            | Chromium                                                                                        | 250 мг/м³                                                                                       | -                                                                                               | 7440473                                                                                         | |
| 65996-93-2                                                                                      | 1415                                                                                            | Возгоны каменноугольных смол и пеков                                                            | Coal tar pitch volatiles                                                                        | 80 мг/м³                                                                                        | -                                                                                               | 65996932, канцерогенное вещество                                                                | |
| 7440-48-4                                                                                       | 0782                                                                                            | Кобальт                                                                                         | Cobalt                                                                                          | 20 мг/м³                                                                                        | -                                                                                               | 7440484                                                                                         | |
| 7440-50-8                                                                                       | 0240                                                                                            | Оксид меди                                                                                      | Copper                                                                                          | 100 мг/м³                                                                                       | -                                                                                               | 7440508                                                                                         | Окись меди |
| -                                                                                               | -                                                                                               | Хлопковая пыль                                                                                  | Cotton dust (raw)                                                                               | 100 мг/м³                                                                                       | -                                                                                               | cotdust                                                                                         | |
| 136-78-7                                                                                        | 1142                                                                                            | Дисуль-натрий                                                                                   | Disul-sodium                                                                                    | 500 мг/м³                                                                                       | -                                                                                               | 136787                                                                                          | 2-(2,4-Дихлорфенокси)этил водород сульфат натриевая соль |
| 108-39-4                                                                                        | 0646                                                                                            | м-Крезол                                                                                        | m-Cresol                                                                                        | 1107,5 мг/м³                                                                                    | 250 ppm                                                                                         | cresol                                                                                          | 3-Крезол; 3-Метилфенол; 3-Гидрокситолуол; 1-Гидрокси-3-метилбензол |
| 95-48-7                                                                                         | 0030                                                                                            | о-Крезол                                                                                        | o-Cresol                                                                                        | 1107,5 мг/м³                                                                                    | 250 ppm                                                                                         | cresol                                                                                          | Орто-гидрокситолуол; 2-Гидрокси-1-метилбензол; 2-Метилфенол |
| 106-44-5                                                                                        | 0031                                                                                            | п-Крезол                                                                                        | p-Cresol                                                                                        | 1107,5 мг/м³                                                                                    | 250 ppm                                                                                         | cresol                                                                                          | 4-Гидрокси-1-метилбензол; 4-Метилфенол; Пара-гидрокситолуол |
| 4170-30-3                                                                                       | 0241                                                                                            | Кротоновый альдегид                                                                             | Crotonaldehyde                                                                                  | 143,5 мг/м³                                                                                     | 50 ppm                                                                                          | 123739                                                                                          | Пропилен альдегид; 2-Бутеналь; бета-Металакролеин; Кротональдегид стабилизированный |
| 98-82-8                                                                                         | 0170                                                                                            | Кумол                                                                                           | Cumene                                                                                          | 4428 мг/м³                                                                                      | 900 ppm                                                                                         | 98828 (10 % минимальной взрыво- пожароопасной концентрации по объёму)                           | Изопропилбензол; (1-Метилэтил)бензол; 2-Фенилпропан; Кумен |
| 110-82-7                                                                                        | 0242                                                                                            | Циклогексан                                                                                     | Cyclohexane                                                                                     | 4472 мг/м³                                                                                      | 1300 ppm                                                                                        | 110827                                                                                          | Гексагидробензол; Гексаметилен; Гексанафтен |
| 108-93-0                                                                                        | 0243                                                                                            | Циклогексанол                                                                                   | Cyclohexanol                                                                                    | 1640 мг/м³                                                                                      | 400 ppm                                                                                         | 108930                                                                                          | Циклогексиловый спирт; Гексагидрофенол; Гексалин |
| 108-94-1                                                                                        | 0425                                                                                            | Циклогексанон                                                                                   | Cyclohexanone                                                                                   | 2814 мг/м³                                                                                      | 700 ppm                                                                                         | 108941                                                                                          | Кетогексаметилен; Пимеловый кетон; Циклогексил кетон |
| 110-83-8                                                                                        | 1054                                                                                            | Циклогексен                                                                                     | Cyclohexene                                                                                     | 6720 мг/м³                                                                                      | 2000 ppm                                                                                        | 110838                                                                                          | Бензолтетрагидрид; Гексанафтилен; Тетрагидробензол |
| 542-92-7                                                                                        | 0857                                                                                            | Циклопентадиен                                                                                  | Cyclopentadiene                                                                                 | 2025 мг/м³                                                                                      | 750 ppm                                                                                         | 542927 (10 % минимальной взрыво- пожароопасной концентрации по объёму)                          | Циклопента-1,3-диен; 1,3-Циклопентадиен; Пентол; Пиропентилен |
| 13121-70-5                                                                                      | -                                                                                               | Цигексатин                                                                                      | Cyhexatin                                                                                       | 80 мг/м³ (25 мг/м³ — как Sn)                                                                    | -                                                                                               | tin-org                                                                                         | Трициклогексилгидроксиолово; Пликтран |
| 94-75-7                                                                                         | 0033                                                                                            | 2,4-Дихлорфенуксусная кислота                                                                   | 2,4-D                                                                                           | 100 мг/м³                                                                                       | -                                                                                               | 94757                                                                                           | 2,4-Д |
| 50-29-3                                                                                         | 0034                                                                                            | ДДТ                                                                                             | DDT                                                                                             | 500 мг/м³                                                                                       | -                                                                                               | 50293, канцерогенное вещество                                                                   | Дихлордифенилтрихлорэтан; 1,1,1-Трихлор-2,2-бис(р-хлорфенил)этан; 2,2-бис(р-Хлорфенил)-1,1,1-трихлорэтан; 1,1'-(2,2,2-Трихлорэтилиден)бис(4-хлорбензол)                                                              |
| 17702-41-9                                                                                      | 0712                                                                                            | Декаборан                                                                                       | Decaborane                                                                                      | 15 мг/м³                                                                                        | -                                                                                               | 17702419                                                                                        | Гидрид бора; Декабор тетрадекагидрид |
| 8065-48-3                                                                                       | 0861                                                                                            | Деметон                                                                                         | Demeton                                                                                         | 10 мг/м³                                                                                        | -                                                                                               | 8065483                                                                                         | Меркаптофос; Систокс |
| 123-42-2                                                                                        | 0647                                                                                            | Диацетоновый спирт                                                                              | Diacetone alcohol                                                                               | 8550 мг/м³                                                                                      | 1800 ppm                                                                                        | 123422                                                                                          | 4-Гидрокси-4-метилпентан-2-он |
| 334-88-3                                                                                        | 1256                                                                                            | Диазометан                                                                                      | Diazomethane                                                                                    | 3,44 мг/м³                                                                                      | 2 ppm                                                                                           | 334883 (10 % минимальной взрыво- пожароопасной концентрации по объёму)                          | Азиметилен; Диазирин |
| 19287-45-7                                                                                      | 0432                                                                                            | Диборан                                                                                         | Diborane                                                                                        | 16,95 мг/м³                                                                                     | 15 ppm                                                                                          | 19287457                                                                                        | Борэтан; Гидрид бора; Дибор гексагидрид |
| 107-66-4                                                                                        | 1278                                                                                            | Дибутил фосфат                                                                                  | Dibutyl phosphate                                                                               | 258 мг/м³                                                                                       | 30 ppm                                                                                          | 107664                                                                                          | о-Фосфат дибутиловой кислоты; Дибутиловый эфир фосфорной кислоты |
| 84-74-2                                                                                         | 0036                                                                                            | Дибутилфталат                                                                                   | Dibutyl phthalate                                                                               | 4000 мг/м³                                                                                      | -                                                                                               | 84742                                                                                           | 1,2-Бензол-дикарбоксильной кислоты дибутиловый эфир; Дибутиловый эфир 1,2-бензол-дикарбоксильной кислоты; н-Бутил фталат                                                                                             |
| 95-50-1                                                                                         | 1066                                                                                            | о-Дихлорбензол                                                                                  | o-Dichlorobenzene                                                                               | 1202 мг/м³                                                                                      | 200 ppm                                                                                         | 95501                                                                                           | 1,2-Дихлорбензол; орто-Дихлорбензол |
| 106-46-7                                                                                        | 0037                                                                                            | 1,4-Дихлорбензол                                                                                | p-Dichlorobenzene                                                                               | 906 мг/м³                                                                                       | 150 ppm                                                                                         | 106467, канцерогенное вещество                                                                  | пара-Дихлорбензол; ПДХБ |
| 75-71-8                                                                                         | 0048                                                                                            | Дифтордихлорметан                                                                               | Dichlorodifluoromethane                                                                         | 7425 мг/м³                                                                                      | 15000 ppm                                                                                       | 75718                                                                                           | Фреон 12; Хладон 12; Дифтордихлорметан; R 12 |
| 118-52-5                                                                                        | -                                                                                               | 1,3-Дихлор-5,5-диметил-гидантоин                                                                | 1,3-Dichloro-5,5-dimethylhydantoin                                                              | 5 мг/м³                                                                                         | -                                                                                               | 118525                                                                                          | 5,5-Диметил-1,3-дихлоримидазолидин-2,4-дион |
| 75-34-3                                                                                         | 0249                                                                                            | 1,1-Дихлорэтан                                                                                  | 1,1-Dichloroethane                                                                              | 12150 мг/м³                                                                                     | 3000 ppm                                                                                        | 75343                                                                                           | Этилиден хлорид |
| 540-59-0                                                                                        | 0436                                                                                            | 1,2-Дихлорэтилен                                                                                | 1,2-Dichloroethylene                                                                            | 3970 мг/м³                                                                                      | 1000 ppm                                                                                        | 540590                                                                                          | 1,2-Дихлорэтен; Ацетилен дихлорид; сим-Дихлорэтилен |
| 111-44-4                                                                                        | 0417                                                                                            | Дихлорэтиловый эфир                                                                             | Dichloroethyl ether                                                                             | 585 мг/м³                                                                                       | 100 ppm                                                                                         | 111444, канцерогенное вещество                                                                  | 2,2'-Дихлорэтиловый эфир; 1,1'-Оксибис(2-хлоро)этан; sym-Дихлорэтиловый эфир; Диэтиленгликольдихлорид |
| 75-43-4                                                                                         | 1106                                                                                            | Дихлорфторметан                                                                                 | Dichloromonofluoromethane                                                                       | 21050 мг/м³                                                                                     | 5000 ppm                                                                                        | 75434                                                                                           | Дихлормонофторметан; HCFC 21; Фтордихлорметан; Фторуглерод 21 |
| 594-72-9                                                                                        | 0434                                                                                            | Дихлорнитроэтан                                                                                 | Dichloronitroethane                                                                             | 147,3 мг/м³                                                                                     | 25 ppm                                                                                          | 594729                                                                                          | 1,1-Дихлор-1-нитроэтан |
| 76-14-2                                                                                         | 0649                                                                                            | Дихлортетрафторэтан                                                                             | Dichlorotetrafluoroethane                                                                       | 104850 мг/м³                                                                                    | 15000 ppm                                                                                       | 76142                                                                                           | CFC114; 1,2-Дихлор-1,1,2,2-тетрафторэтан |
| 62-73-7                                                                                         | 0872                                                                                            | Дихлофос                                                                                        | Dichlorvos                                                                                      | 100 мг/м³                                                                                       | -                                                                                               | 62737                                                                                           | DDVP; 2,2-Дихлорвинил диметил фосфат; 2,2-Дихлорэтенил диметиловый эфир фосфорной кислоты |
| 60-57-1                                                                                         | 0787                                                                                            | Диэльдрин                                                                                       | Dieldrin                                                                                        | 50 мг/м³                                                                                        | -                                                                                               | 60571, канцерогенное вещество                                                                   | HEOD |
| 109-89-7                                                                                        | 0444                                                                                            | Диэтиламин                                                                                      | Diethylamine                                                                                    | 5980 мг/м³                                                                                      | 200 ppm                                                                                         | 109897                                                                                          | N,N-Диэтиламин; N-Этиленамин; Диэтамин |
| 100-37-8                                                                                        | 0257                                                                                            | Диэтиламиноэтиловый спирт                                                                       | 2-Diethylaminoethanol                                                                           | 479 мг/м³                                                                                       | 100 ppm                                                                                         | 100378                                                                                          | 2-Диэтиламиноэтанол; N,N-Диэтилэтаноламин |
| 75-61-6                                                                                         | 1419                                                                                            | Дифтордибромметан                                                                               | Difluorodibromomethane                                                                          | 17160 мг/м³                                                                                     | 2000 ppm                                                                                        | 75616                                                                                           | Диэтилбензол-1,2-дикарбонат; Дибромдифторметан; Фреон 12; Галон 1202 |
| 2238-07-5                                                                                       | 0145                                                                                            | Диглицидиловый эфир                                                                             | Diglycidyl ether                                                                                | 53,3 мг/м³                                                                                      | 10 ppm                                                                                          | 2238075, канцерогенное вещество                                                                 | DGE; бис-(2,3-Эпоксипропиловый) эфир; 2,2'-(Оксибис(метилен))бис-оксиран |
| 108-83-8                                                                                        | 0713                                                                                            | Диизобутил кетон                                                                                | Diisobutyl ketone                                                                               | 2910 мг/м³                                                                                      | 500 ppm                                                                                         | 108838                                                                                          | 2,6-Диметил-4-гептанон; Изовалерон; 2,6-Диметилгептан-4-он |
| 108-18-9                                                                                        | 0449                                                                                            | Диизопропиламин                                                                                 | Diisopropylamine                                                                                | 828 мг/м³                                                                                       | 200 ppm                                                                                         | 108189                                                                                          | DIPA; N-(1-метилэтил)-2-пропанамин |
| 127-19-5                                                                                        | 0259                                                                                            | Диметилацетамид                                                                                 | Dimethyl acetamide                                                                              | 1068 мг/м³                                                                                      | 300 ppm                                                                                         | 127195                                                                                          | N,N-Диметилацетамид; Диметиламид уксусной кислоты |
| 124-40-3                                                                                        | 1485                                                                                            | Диметиламин                                                                                     | Dimethylamine                                                                                   | 925 мг/м³                                                                                       | 500 ppm                                                                                         | 124403                                                                                          | N-Метил метанамин |
| 121-69-7                                                                                        | 0877                                                                                            | Диметиланилин                                                                                   | N,N-Dimethylaniline                                                                             | 4,96 мг/м³                                                                                      | 100 ppm                                                                                         | 121697                                                                                          | N,N-Диметиланилин; N,N-Диметилфениламин |
| 300-76-5                                                                                        | 0925                                                                                            | Налед                                                                                           | Naled                                                                                           | 200 мг/м³                                                                                       | -                                                                                               | 300765                                                                                          | 1,2-Дибром-2,2-дихлорэтил диметил фосфат |
| 68-12-2                                                                                         | 0457                                                                                            | Диметилформамид                                                                                 | Dimethylformamide                                                                               | 1495 мг/м³                                                                                      | 500 ppm                                                                                         | 68122                                                                                           | N,N-Диметилформамид; ДМФ; ДМФА |
| 57-14-7                                                                                         | 0147                                                                                            | 1,1-Диметилгидразин                                                                             | 1,1-Dimethylhydrazine                                                                           | 371,5 мг/м³                                                                                     | 15 ppm                                                                                          | 57147, канцерогенное вещество                                                                   | Диметилгидразин; N,N-Диметилгидразин |
| 131-11-3                                                                                        | 0261                                                                                            | Диметилфталат                                                                                   | Dimethylphthalate                                                                               | 2000 мг/м³                                                                                      | -                                                                                               | 131113                                                                                          | Диметил 1,2-бензолдикарбоксилат; Диметиловый эфир фталевой кислоты |
| 77-78-1                                                                                         | 0148                                                                                            | Диметилсульфат                                                                                  | Dimethyl sulfate                                                                                | 36,1 мг/м³                                                                                      | 7 ppm                                                                                           | 77781, канцерогенное вещество                                                                   | Диметиловый эфир серной кислоты; Диметил моносульфат; ДМС |
| 99-65-0                                                                                         | 0691                                                                                            | м-Динитробензол                                                                                 | m-Dinitrobenzene                                                                                | 50 мг/м³                                                                                        | -                                                                                               | 528290                                                                                          | 1,3-Динитробензол; 1,3-ДНБ |
| 528-29-0                                                                                        | 0460                                                                                            | о-Динитробензол                                                                                 | o-Dinitrobenzene                                                                                | 50 мг/м³                                                                                        | -                                                                                               | 528290                                                                                          | 1,2-Динитробензол; 1,2-ДНБ |
| 100-25-4                                                                                        | 0692                                                                                            | п-Динитробензол                                                                                 | p-Dinitrobenzene                                                                                | 50 мг/м³                                                                                        | -                                                                                               | 528290                                                                                          | 1,4-Динитробензол; 1,4-ДНБ |
| 534-52-1                                                                                        | 0462                                                                                            | Динитро-o-крезол                                                                                | Dinitro-o-cresol                                                                                | 5 мг/м³                                                                                         | -                                                                                               | 534521                                                                                          | Динитрокрезол; 2,4-Динитро-o-крезол; 4,6-Динитро-o-крезол; Динитродендтроксал; 3,5-Динитро-2-гидрокситолуол; Динитрол; Динитрометил циклогексилтриенол; 2,4-Динитро-6-метилфенол; 2-Метил-4,6-динитрофенол; Нитрадор |
| 25321-14-6                                                                                      | 0465                                                                                            | Динитротолуол                                                                                   | Dinitrotoluene                                                                                  | 50 мг/м³                                                                                        | -                                                                                               | 25321146, канцерогенное вещество                                                                | ДНТ; Метил динитробензол |
| 117-81-7                                                                                        | 0271                                                                                            | Диоктилфталат                                                                                   | Di-sec octyl phthalate                                                                          | 5000 мг/м³                                                                                      | -                                                                                               | 117817, канцерогенное вещество                                                                  | Бис(3-метилгексил)фталат; бис-(2-Этилгексил)фталат; Бис(3-метилгексил)бензол-1,2-дихарбонат; DEHP; DOP |
| 123-91-1                                                                                        | 0041                                                                                            | Диоксан                                                                                         | Dioxane                                                                                         | 1800 мг/м³                                                                                      | 500 ppm                                                                                         | 123911, канцерогенное вещество                                                                  | 1,4-Диоксан; 1,4-Диэтилен диоксид; 1,4-Диэтиленоксид |
| 92-52-4                                                                                         | 0106                                                                                            | Дифенил                                                                                         | Diphenyl                                                                                        | 100 мг/м³                                                                                       | -                                                                                               | 92524                                                                                           | Бифенил; Фенилбензол; Дибензол |
| 34590-94-8                                                                                      | 0884                                                                                            | Монометиловый эфир дипропиленгликоля                                                            | Dipropylene glycol methyl ether                                                                 | 3636 мг/м³                                                                                      | 600 ppm                                                                                         | 34590948                                                                                        | DPGME; (2-Метоксиметилэтокси)-пропанол |
| 72-20-8                                                                                         | 1023                                                                                            | Индрин                                                                                          | Endrin                                                                                          | 2 мг/м³                                                                                         | -                                                                                               | 72208                                                                                           | |
| 106-89-8                                                                                        | 0043                                                                                            | Эпихлоргидрин                                                                                   | Epichlorohydrin                                                                                 | 283,5 мг/м³                                                                                     | 75 ppm                                                                                          | 106898, канцерогенное вещество                                                                  | 1-Хлор-2,3-эпоксипропан; 2-Хлорпропилен оксид |
| 2104-64-5                                                                                       | 0753                                                                                            | ЭФН                                                                                             | EPN                                                                                             | 5 мг/м³                                                                                         | -                                                                                               | 2104645                                                                                         | Фенил-, O-этил O-(4-нитрофениловый) эфир фосфонотиоевой кислоты; O-Этил O-4-нитрофенил фенил фосфонотиоат |
| 141-43-5                                                                                        | 0152                                                                                            | Этаноламин                                                                                      | Ethanolamine                                                                                    | 75 мг/м³                                                                                        | 30 ppm                                                                                          | 141435                                                                                          | 2-Гидроксиэтиламин; 2-Аминоэтанол; Коламин |
| 110-80-5                                                                                        | 0060                                                                                            | 2-Этоксиэтанол                                                                                  | 2-Ethoxyethanol                                                                                 | 1845 мг/м³                                                                                      | 500 ppm                                                                                         | 110805                                                                                          | Моноэтиловый эфир этиленгликоля; Этиленгликоль моноэтиловый эфир |
| 111-15-9                                                                                        | 0364                                                                                            | 2-Этоксиэтилацетат                                                                              | 2-Ethoxyethyl acetate                                                                           | 2705 мг/м³                                                                                      | 500 ppm                                                                                         | 111159                                                                                          | 2-Этоксиэтил ацетат; Ацетат моноэтилового эфира этилен гликоля; Уксусной кислоты 2-этоксиэтиловый эфир |
| 141-78-6                                                                                        | 0367                                                                                            | Этилацетат                                                                                      | Ethyl acetate                                                                                   | 7200 мг/м³                                                                                      | 2000 ppm                                                                                        | 141786 (10 % минимальной взрыво- пожароопасной концентрации по объёму)                          | Уксусной кислоты этиловый эфир; Уксусный эфир |
| 140-88-5                                                                                        | 0267                                                                                            | Этил акрилат                                                                                    | Ethyl acrylate                                                                                  | 1227 мг/м³                                                                                      | 500 ppm                                                                                         | 140885, канцерогенное вещество                                                                  | Этиловый эфир 2-пропеновой кислоты; Этилпроп-2-еноат; Акриловой кислоты этиловый эфир |
| 64-17-5                                                                                         | 0044                                                                                            | Этиловый спирт                                                                                  | Ethyl alcohol                                                                                   | 6237 мг/м³                                                                                      | 3300 ppm                                                                                        | 64175 (10 % минимальной взрыво- пожароопасной концентрации по объёму)                           | Этанол |
| 75-04-7                                                                                         | 1482                                                                                            | Этиламин                                                                                        | Ethylamine                                                                                      | 1110 мг/м³                                                                                      | 600 ppm                                                                                         | 75047                                                                                           | Этанамин; Аминоэтан |
| 100-41-4                                                                                        | 0268                                                                                            | Этил бензол                                                                                     | Ethyl benzene                                                                                   | 3472 мг/м³                                                                                      | 800 ppm                                                                                         | 100414 (10 % минимальной взрыво- пожароопасной концентрации по объёму)                          | Фенилэтан |
| 74-96-4                                                                                         | 1378                                                                                            | Этилбромид                                                                                      | Ethyl bromide                                                                                   | 8920 мг/м³                                                                                      | 2000 ppm                                                                                        | 74964                                                                                           | Бромэтан; Этиловый бромид |
| 106-35-4                                                                                        | 0889                                                                                            | Этил бутил кетон                                                                                | Ethyl butyl ketone                                                                              | 4670 мг/м³                                                                                      | 1000 ppm                                                                                        | 106354                                                                                          | 3-Гептанон; Бутил этил кетон |
| 75-00-3                                                                                         | 0132                                                                                            | Этилхлорид                                                                                      | Ethyl chloride                                                                                  | 10032 мг/м³                                                                                     | 3800 ppm                                                                                        | 75003 (10 % минимальной взрыво- пожароопасной концентрации по объёму)                           | Монохлорэтан; 1-Хлорэтан |
| 107-07-3                                                                                        | 0236                                                                                            | Этилен хлоргидрин                                                                               | Ethylene chlorohydrin                                                                           | 23 мг/м³                                                                                        | 7 ppm                                                                                           | 107073                                                                                          | Хлорэтанол; 2-Хлорэтиловый спирт; Гликоль хлоргидрин |
| 107-15-3                                                                                        | 0269                                                                                            | Этилендиамин                                                                                    | Ethylenediamine                                                                                 | 2460 мг/м³                                                                                      | 1000 ppm                                                                                        | 107153                                                                                          | 1,2-Диаминоэтан; 1,2-Этандиамин |
| 106-93-4                                                                                        | 0045                                                                                            | Этилен дибромид                                                                                 | Ethylene dibromide                                                                              | 769 мг/м³                                                                                       | 100 ppm                                                                                         | 106934, канцерогенное вещество                                                                  | 1,2-Дибромэтан; ЭДБ |
| 107-06-2                                                                                        | 0250                                                                                            | 1,2-Дихлорэтан                                                                                  | Ethylene dichloride                                                                             | 202,5 мг/м³                                                                                     | 50 ppm                                                                                          | 107062, канцерогенное вещество                                                                  | Этилендихлорид; 1,2-этилендихлорид; дихлорид этана |
| 628-96-6                                                                                        | 1056                                                                                            | Этиленгликольдинитрат                                                                           | Ethylene glycol dinitrate                                                                       | 75 мг/м³                                                                                        | -                                                                                               | 628966                                                                                          | Гликоль динитрат; ЭГДН; Нитрогликоль |
| 151-56-4                                                                                        | 0100                                                                                            | Этиленимин                                                                                      | Ethyleneimine                                                                                   | 176 мг/м³                                                                                       | 100 ppm                                                                                         | 151564, канцерогенное вещество                                                                  | Азиридин; Азациклопропан |
| 75-21-8                                                                                         | 0155                                                                                            | Окись этилена                                                                                   | Ethylene oxide                                                                                  | 1440 мг/м³                                                                                      | 800 ppm                                                                                         | html, канцерогенное вещество                                                                    | Оксид этилена; 1,2-Эпоксиэтан; Оксиран; Диметилен оксид; Этилен оксид; Эпоксиэтан |
| 60-29-7                                                                                         | 0355                                                                                            | Диэтиловый эфир                                                                                 | Ethyl ether                                                                                     | 5757 мг/м³                                                                                      | 1900 ppm                                                                                        | 60297 (10 % минимальной взрыво- пожароопасной концентрации по объёму)                           | Этоксиэтан; Этиловый эфир; Этил оксид эфир |
| 109-94-4                                                                                        | 0623                                                                                            | Этилформиат                                                                                     | Ethyl formate                                                                                   | 4545 мг/м³                                                                                      | 1500 ppm                                                                                        | 109944                                                                                          | Этил формат; Этиловый эфир муравьиной кислоты; Формиловый эфир |
| 75-08-1                                                                                         | 0470                                                                                            | Этилмеркаптан                                                                                   | Ethyl mercaptan                                                                                 | 1270 мг/м³                                                                                      | 500 ppm                                                                                         | 75081                                                                                           | Тиоэтиловый спирт; Этантиол |
| 100-74-3                                                                                        | 0480                                                                                            | 4-Этилморфолин                                                                                  | N-Ethylmorpholine                                                                               | 471 мг/м³                                                                                       | 100 ppm                                                                                         | 100743                                                                                          | 4-Этилморфолин |
| 78-10-4                                                                                         | 0333                                                                                            | Этилсиликат                                                                                     | Ethyl silicate                                                                                  | 5964 мг/м³                                                                                      | 700 ppm                                                                                         | 78104                                                                                           | Тетраэтил силикат; Тетраэтоксисилан; Этил силикат; Тетраэтил ортосиликат |
| 14484-64-1                                                                                      | 0792                                                                                            | Фербам                                                                                          | Ferbam                                                                                          | 800 мг/м³                                                                                       | -                                                                                               | 14484641                                                                                        | Железистый диметилдитиокарбамат; Трис(диметилдитиокарбамат) железа |
| 12604-58-9                                                                                      | -                                                                                               | Феррованадий (пыль)                                                                             | Ferrovanadium dust                                                                              | 500 мг/м³                                                                                       | -                                                                                               | 12604589                                                                                        | |
| 7782-41-4                                                                                       | 0046                                                                                            | Фтор                                                                                            | Fluorine                                                                                        | 38,8 мг/м³                                                                                      | 25 ppm                                                                                          | 7782414                                                                                         | |
| 75-69-4                                                                                         | 0047                                                                                            | Фтортрихлорметан                                                                                | Fluorotrichloromethane                                                                          | 11240 мг/м³                                                                                     | 2000 ppm                                                                                        | 75694                                                                                           | R 11; Трихлормонофторметан; Трихлорфторметан |
| 50-00-0                                                                                         | 0695                                                                                            | Формальдегид                                                                                    | Formaldehyde                                                                                    | 24,6 мг/м³                                                                                      | 20 ppm                                                                                          | 50000, канцерогенное вещество                                                                   | Метаналь; Метилальдегид; Метилен оксид |
| -                                                                                               | 0695                                                                                            | Формалин (как формальдегид)                                                                     | Formalin                                                                                        | 24,6 мг/м³                                                                                      | 20 ppm                                                                                          | 50000, канцерогенное вещество                                                                   | |
| 64-18-6                                                                                         | 0485                                                                                            | Муравьиная кислота                                                                              | Formic acid                                                                                     | 56,4 мг/м³                                                                                      | 30 ppm                                                                                          | 64186                                                                                           | Метановая кислота |
| 98-01-1                                                                                         | 0276                                                                                            | Фурфурол                                                                                        | Furfural                                                                                        | 393 мг/м³                                                                                       | 100 ppm                                                                                         | 98011                                                                                           | Фурфураль; Фуран-2-альдегид; 2-Фуранкарбоксиальдегид; 2-Фуральдегид; 2-Фурилметаналь |
| 98-00-0                                                                                         | 0794                                                                                            | Фурфуриловый спирт                                                                              | Furfuryl alcohol                                                                                | 300,8 мг/м³                                                                                     | 75 ppm                                                                                          | 98000                                                                                           | 2-Фуранметанол; 2-Фуранкарбинол; 2-Гидроксиметилфуран |
| 556-52-5                                                                                        | 0159                                                                                            | Глицидол                                                                                        | Glycidol                                                                                        | 454,5 мг/м³                                                                                     | 150 ppm                                                                                         | 556525                                                                                          | Глицидол; Оксиран метанол; 3-Гидроксипропилен оксид |
| 7782-42-5                                                                                       | 0893                                                                                            | Графит натуральный                                                                              | Graphite (natural)                                                                              | 1250 мг/м³                                                                                      | -                                                                                               | 7782425                                                                                         | |
| 7440-58-6                                                                                       | 0847                                                                                            | Гафний                                                                                          | Hafnium                                                                                         | 50 мг/м³                                                                                        | -                                                                                               | 7440586                                                                                         | |
| 76-44-8                                                                                         | 0743                                                                                            | Гептахлор                                                                                       | Heptachlor                                                                                      | 35 мг/м³                                                                                        | -                                                                                               | 76448, канцерогенное вещество                                                                   | 1,4,5,6,7,8,8-гептахлор-3а,4,7,7а-тетрагидро-4,7-метаноинден |
| 142-82-5                                                                                        | 0657                                                                                            | Н-Гептан                                                                                        | n-Heptane                                                                                       | 3075 мг/м³                                                                                      | 750 ppm                                                                                         | 142825                                                                                          | |
| 67-72-1                                                                                         | 0051                                                                                            | Гексахлорэтан                                                                                   | Hexachloroethane                                                                                | 2904 мг/м³                                                                                      | 300 ppm                                                                                         | 67721, канцерогенное вещество                                                                   | Перхлорэтан; Карбонгексахлорид |
| 1335-87-1                                                                                       | 0997                                                                                            | Гексахлорнафталин                                                                               | Hexachloronaphthalene                                                                           | 2 мг/м³                                                                                         | -                                                                                               | 1335871                                                                                         | Галовакс 1014 |
| 110-54-3                                                                                        | 0279                                                                                            | н-Гексан                                                                                        | n-Hexane                                                                                        | 3883 мг/м³                                                                                      | 1100 ppm                                                                                        | 110543 (10 % минимальной взрыво- пожароопасной концентрации по объёму)                          | Гексилгидрид |
| 591-78-6                                                                                        | 0489                                                                                            | 2-Гексанон                                                                                      | 2-Hexanone                                                                                      | 6560 мг/м³                                                                                      | 1600 ppm                                                                                        | 591786                                                                                          | Метил н-бутил кетон; н-Бутил метил кетон; МБК |
| 108-10-1                                                                                        | 0511                                                                                            | Метил изобутил кетон                                                                            | Hexone                                                                                          | 2050 мг/м³                                                                                      | 500 ppm                                                                                         | 108101                                                                                          | 4-Метил-2-пентанон; Изопропилацетон; Гексон |
| 108-84-9                                                                                        | 1335                                                                                            | сек-Гексил ацетат                                                                               | sec-Hexyl acetate                                                                               | 2950 мг/м³                                                                                      | 500 ppm                                                                                         | 108849                                                                                          | 1,3-Диметилбутил ацетат; Метилизоамил ацетат; 1,3-Диметилбутиловый эфир уксусной кислоты; 4-Метил-2-пентанол, ацетат                                                                                                 |
| 302-01-2                                                                                        | 0281                                                                                            | Гидразин                                                                                        | Hydrazine                                                                                       | 65,5 мг/м³                                                                                      | 50 ppm                                                                                          | 302012, канцерогенное вещество                                                                  | Диамид; Диамин; Гидрид азота |
| 10035-10-6                                                                                      | 0282                                                                                            | Водород бормистый                                                                               | Hydrogen bromide                                                                                | 99,3 мг/м³                                                                                      | 30 ppm                                                                                          | 10035106                                                                                        | Бромистый водород; Бромоводородная кислота; Бромид водорода |
| 7647-01-0                                                                                       | 0163                                                                                            | Хлористый водород                                                                               | Hydrogen chloride                                                                               | 74,5 мг/м³                                                                                      | 50 ppm                                                                                          | 7647010                                                                                         | Ангидрид соляной кислоты; Хлоргидрат; Гидрохлорид; Водород хлорид |
| 74-90-8                                                                                         | 0492                                                                                            | Синильная кислота                                                                               | Hydrogen cyanide                                                                                | 55 мг/м³                                                                                        | 50 ppm                                                                                          | 74908                                                                                           | Цианистый водород; Водород цианид; Гидроцианид |
| 7664-39-3                                                                                       | 0283                                                                                            | Фтористый водород                                                                               | Hydrogen fluoride                                                                               | 24,6 мг/м³                                                                                      | 30 ppm                                                                                          | 7664393                                                                                         | Гидрофторид; Фторид водорода; Фтороводородная кислота, ангидрид |
| 7722-84-1                                                                                       | -                                                                                               | Пероксид водорода                                                                               | Hydrogen peroxide                                                                               | 104 мг/м³                                                                                       | 75 ppm                                                                                          | 772841                                                                                          | Перекись водорода; Пергидроль; Диоксид водорода; Гидропероксид |
| 7783-07-5                                                                                       | 0284                                                                                            | Селеноводород                                                                                   | Hydrogen selenide                                                                               | 3,3 мг/м³                                                                                       | 1 ppm                                                                                           | 7783075                                                                                         | Селенид водорода; Гидрид селена; Водород селенид; Гидроселенид |
| 7783-06-4                                                                                       | 0165                                                                                            | Сероводород                                                                                     | Hydrogen sulfide                                                                                | 140 мг/м³                                                                                       | 100 ppm                                                                                         | 7783064                                                                                         | Дигидросульфид; Водород сульфид; Сульфит водорода; Гидрид серы |
| 123-31-9                                                                                        | 0166                                                                                            | Гидрохинон                                                                                      | Hydroquinone                                                                                    | 50 мг/м³                                                                                        | -                                                                                               | 123319                                                                                          | 1,4-Дигидроксибензол; Гидрохинол; Хинол |
| 7553-56-2                                                                                       | 0167                                                                                            | Йод                                                                                             | Iodine                                                                                          | 20,76 мг/м³                                                                                     | 2 ppm                                                                                           | 7553562                                                                                         | |
| 1309-37-1                                                                                       | 1577                                                                                            | Оксид железа(III)                                                                               | Iron(III) oxide                                                                                 | 2500 мг/м³                                                                                      | -                                                                                               | 1309371                                                                                         | диЖелезо триоксид |
| 123-92-2                                                                                        | 0356                                                                                            | Изоамилацетат                                                                                   | Isoamyl acetate                                                                                 | 5330 мг/м³                                                                                      | 1000 ppm                                                                                        | 123922                                                                                          | Изопентил ацетат; 3-Метилбутил ацетат |
| 123-51-3                                                                                        | 0798                                                                                            | Изоамиловый спирт                                                                               | Isoamyl alcohol (primary)                                                                       | 1805 мг/м³                                                                                      | 500 ppm                                                                                         | 123513                                                                                          | 3-Метил-1-бутанол; Изопентиловый спирт; Изобутилкарбинол; 3-Метилбутан-1-ол |
| 6032-29-7                                                                                       | -                                                                                               | Изоамиловый спирт (вторичный)                                                                   | Isoamyl alcohol (secondary)                                                                     | 1805 мг/м³                                                                                      | 500 ppm                                                                                         | 123513                                                                                          | |
| 110-19-0                                                                                        | 0494                                                                                            | Изобутилацетат                                                                                  | Isobutyl acetate                                                                                | 6175 мг/м³                                                                                      | 1300 ppm                                                                                        | 110190 (10 % минимальной взрыво- пожароопасной концентрации по объёму)                          | 2-Метилпропил ацетат; 2-Метил-1-пропил ацетат; 2-Метилпропиловый эфир уксусной кислоты; бета-Метилпропил этаноат |
| 78-83-1                                                                                         | 0113                                                                                            | Изобутиловый спирт                                                                              | Isobutyl alcohol                                                                                | 4848 мг/м³                                                                                      | 1600 ppm                                                                                        | 78831                                                                                           | 2-Метил-1-пропанол; Изопропилкарбинол; Изобутанол |
| 78-59-1                                                                                         | 0169                                                                                            | Изофорон                                                                                        | Isophorone                                                                                      | 1130 мг/м³                                                                                      | 200 ppm                                                                                         | 78591                                                                                           | 1,1,3-Триметил-3-циклогексан-5-он; 3,5,5-Триметил-2-циклогексан-1-он; Изоацетофорон |
| 108-21-4                                                                                        | 0907                                                                                            | Изопропил ацетат                                                                                | Isopropyl acetate                                                                               | 7524 мг/м³                                                                                      | 1800 ppm                                                                                        | 108214                                                                                          | 1-Метилэтиловый эфир уксусной кислоты; 2-Ацетоксипропан; 2-Пропил ацетат |
| 67-63-0                                                                                         | 0554                                                                                            | Изопропиловый спирт                                                                             | Isopropyl alcohol                                                                               | 4920 мг/м³                                                                                      | 2000 ppm                                                                                        | 67630 (10 % минимальной взрыво- пожароопасной концентрации по объёму)                           | 2-Пропанол; Пропан-2-ол; Изопропанол; Диметилкарбинол |
| 75-31-0                                                                                         | 0908                                                                                            | Изопропиламин                                                                                   | Isopropylamine                                                                                  | 1815 мг/м³                                                                                      | 750 ppm                                                                                         | 75310                                                                                           | 2-Пропанамин; 2-Аминопропан; 1-Метилэтиламин |
| 108-20-3                                                                                        | 0906                                                                                            | Диизопропиловый эфир                                                                            | Isopropyl ether                                                                                 | 5852 мг/м³                                                                                      | 1400 ppm                                                                                        | 108203 (10 % минимальной взрыво- пожароопасной концентрации по объёму)                          | Изопропиловый эфир; 2,2'-Оксибиспропан; 2-Изопропоксипропан |
| 4016-14-2                                                                                       | 0171                                                                                            | Изопропилглицидиловый эфир                                                                      | Isopropyl glycidyl ether                                                                        | 1900 мг/м³                                                                                      | 400 ppm                                                                                         | 4016142                                                                                         | 1,2-Эпокси-3-изопропоксипропан; (Изопропоксиметил)оксиран |
| 463-51-4                                                                                        | 0812                                                                                            | Кетен                                                                                           | Ketene                                                                                          | 8,6 мг/м³                                                                                       | 5 ppm                                                                                           | 463514                                                                                          | Карбометен; Этенон; Кетоэтилен |
| 7439-92-1                                                                                       | 0052                                                                                            | Свинец                                                                                          | Lead                                                                                            | 100 мг/м³                                                                                       | -                                                                                               | 7439921                                                                                         | Свинец металлический |
| 58-89-9                                                                                         | 0053                                                                                            | Линдан                                                                                          | Lindane                                                                                         | 50 мг/м³                                                                                        | -                                                                                               | 58899                                                                                           | гамма-1,2,3,4,5,6-Гексахлорциклогексан; гамма-ГХЦГ |
| 7580-67-8                                                                                       | 0813                                                                                            | Гидрид лития                                                                                    | Lithium hydride                                                                                 | 0,5 мг/м³                                                                                       | -                                                                                               | 7580678                                                                                         | |
| 68476-85-7                                                                                      | -                                                                                               | Сжатый горючий газ                                                                              | L.P.G.                                                                                          | 3440-4740 мг/м³                                                                                 | 2000 ppm                                                                                        | 68476857 (10 % минимальной взрыво- пожароопасной концентрации по объёму)                        | Bottled gas; Compressed petroleum gas; Liquefied hydrocarbon gas; Liquefied petroleum gas |
| 1309-48-4                                                                                       | 0504                                                                                            | Оксид магния                                                                                    | Magnesium oxide fume                                                                            | 750 мг/м³                                                                                       | -                                                                                               | 1309484                                                                                         | Магнезия |
| 121-75-5                                                                                        | 0172                                                                                            | Малатион                                                                                        | Malathion                                                                                       | 250 мг/м³                                                                                       | -                                                                                               | 121755                                                                                          | S-1,2-бис(Этоксикарбонил)этил O,O-диметилфосфордитиоат; ((Диметоксифосфинотиоил)тио)диэтиловый эфир бутандиоевой кислоты                                                                                             |
| 108-31-6                                                                                        | 0799                                                                                            | Малеиновый ангидрид                                                                             | Maleic anhydride                                                                                | 10 мг/м³                                                                                        | -                                                                                               | 108316                                                                                          | 2,5-Фурандион; Дигидро-2,5-диоксофуран; Ангидрид малеиновой кислоты; цис-Бутандиоевый ангидрид |
| 7439-96-5                                                                                       | 0174                                                                                            | Марганец                                                                                        | Manganese                                                                                       | 500 мг/м³                                                                                       | -                                                                                               | 7439965                                                                                         | |
| 7439-97-6                                                                                       | 0056                                                                                            | Ртуть                                                                                           | Mercury                                                                                         | 10 мг/м³                                                                                        | -                                                                                               | 7439976                                                                                         | |
| -                                                                                               | 1304                                                                                            | Ртуть(органо)алкильные соединения                                                               | Mercury (organo) alkyl compounds                                                                | 2 мг/м³                                                                                         | -                                                                                               | merc-hg                                                                                         | |
| 141-79-7                                                                                        | 0814                                                                                            | Мезитил оксид                                                                                   | Mesityl oxide                                                                                   | 5628 мг/м³                                                                                      | 1400 ppm                                                                                        | 141797 (10 % минимальной взрыво- пожароопасной концентрации по объёму)                          | 4-Метил-3-пентен-2-он; Метил изобутенил кетон |
| 72-43-5                                                                                         | 1306                                                                                            | Метоксихлор                                                                                     | Methoxychlor                                                                                    | 5000 мг/м³                                                                                      | -                                                                                               | 72435, канцерогенное вещество                                                                   | 1,1-(2,2,2-Трихлорэтилиден)бис(4-метоксибензол); 1,1,1-Трихлор-2,2-бис(п-метоксифенил)этан; Диметокси-ДДТ |
| 79-20-9                                                                                         | 0507                                                                                            | Метил ацетат                                                                                    | Methyl acetate                                                                                  | 9393 мг/м³                                                                                      | 3100 ppm                                                                                        | 79209 (10 % минимальной взрыво- пожароопасной концентрации по объёму)                           | Метиловый эфир уксусной кислоты |
| 74-99-7                                                                                         | 0560                                                                                            | Пропин                                                                                          | Methyl acetylene                                                                                | 2788 мг/м³                                                                                      | 1700 ppm                                                                                        | 74997 (10 % минимальной взрыво- пожароопасной концентрации по объёму)                           | Аллилен; Метилацетилен |
| 59355-75-8                                                                                      | -                                                                                               | Пропин                                                                                          | Methyl acetylene-propadiene mixture                                                             | 5576 мг/м³                                                                                      | 3400 ppm                                                                                        | 59355758 (10 % минимальной взрыво- пожароопасной концентрации по объёму)                        | |
| 96-33-3                                                                                         | 0625                                                                                            | Метил акрилат                                                                                   | Methyl acrylate                                                                                 | 880 мг/м³                                                                                       | 250 ppm                                                                                         | 96333                                                                                           | Метиловый эфир акриловой кислоты; Метил-2-пропеноат; Метил пропеноат; Метиловый эфир 2-пропеновой кислоты |
| 109-87-5                                                                                        | 1152                                                                                            | Метилал                                                                                         | Methylal                                                                                        | 6842 мг/м³                                                                                      | 2200 ppm                                                                                        | 109875 (10 % минимальной взрыво- пожароопасной концентрации по объёму)                          | Диметоксиметан; Формаль; Диметилацеталь формальдегид |
| 67-56-1                                                                                         | 0057                                                                                            | Метанол                                                                                         | Methyl alcohol                                                                                  | 7860 мг/м³                                                                                      | 6000 ppm                                                                                        | 67561                                                                                           | Метиловый спирт; Карбинол; Древесный спирт |
| 74-89-5                                                                                         | 1483                                                                                            | Метиламин                                                                                       | Methylamine                                                                                     | 127 мг/м³                                                                                       | 100 ppm                                                                                         | 74895                                                                                           | Метанамин; Аминометан; Монометиламин; Аминометан |
| 110-43-0                                                                                        | 0920                                                                                            | Метил н-амил кетон                                                                              | Methyl (n-amyl) ketone                                                                          | 3736 мг/м³                                                                                      | 800 ppm                                                                                         | 110430                                                                                          | 2-Гептанон; Амил метил кетон; Метил пентил кетон |
| 74-83-9                                                                                         | 0109                                                                                            | Бромметан                                                                                       | Methyl bromide                                                                                  | 972 мг/м³                                                                                       | 250 ppm                                                                                         | 74839, канцерогенное вещество                                                                   | Монобромметан; Метилбромид; Бромметан; Бромистый метил |
| 109-86-4                                                                                        | 0061                                                                                            | 2-Метоксиэтанол                                                                                 | Methyl Cellosolve                                                                               | 622 мг/м³                                                                                       | 200 ppm                                                                                         | 109864                                                                                          | Монометиловый эфир этиленгликоля; Этиленгликоль монометиловый эфир |
| 110-49-6                                                                                        | 0476                                                                                            | 2-Метоксиэтил ацетат                                                                            | Methyl Cellosolve acetate                                                                       | 966 мг/м³                                                                                       | 200 ppm                                                                                         | 110496                                                                                          | Этилен гликоль монометиловый эфир ацетат; 2-Метоксиэтонол ацетат; 2-Метоксиэтиловый эфир уксусной кислоты |
| 74-87-3                                                                                         | 0419                                                                                            | Метил хлорид                                                                                    | Methyl chloride                                                                                 | 4140 мг/м³                                                                                      | 2000 ppm                                                                                        | 74873, канцерогенное вещество                                                                   | Хлорметан; Монохлорметан; Метил хлористый |
| 71-55-6                                                                                         | 0079                                                                                            | Метилхлороформ                                                                                  | Methyl chloroform                                                                               | 3822 мг/м³                                                                                      | 700 ppm                                                                                         | 71556                                                                                           | Метилтрихлорметан; альфа-Трихлорэтан; 1,1,1-Трихлорэтан |
| 108-87-2                                                                                        | 0923                                                                                            | Метилциклогексан                                                                                | Methylcyclohexane                                                                               | 4824 мг/м³                                                                                      | 1200 ppm                                                                                        | 108872 (10 % минимальной взрыво- пожароопасной концентрации по объёму)                          | Гексагидротолуол; Циклогексилметан |
| 25639-42-3                                                                                      | 0292                                                                                            | Метилциклогексанол                                                                              | Methylcyclohexanol                                                                              | 2335 мг/м³                                                                                      | 500 ppm                                                                                         | 25639423                                                                                        | Гексагидрометилфенол; Гексагидрокрезол |
| 583-60-8                                                                                        | -                                                                                               | 2-Метилциклогексанон                                                                            | 2-Methylcyclohexanone                                                                           | 2754 мг/м³                                                                                      | 600 ppm                                                                                         | 583608                                                                                          | o-Methylcyclohexanone |
| 101-68-8                                                                                        | 0298                                                                                            | Метилен бифенил изоцианат                                                                       | Methylene bisphenyl isocyanate                                                                  | 75 мг/м³                                                                                        | -                                                                                               | 101688                                                                                          | Дифенилметан-4,4'-диизоцианат; бис(1,4-Изоцианатофенил)метан; 4,4'-Метилендифенилдиизоцианат; MDI; Метилендифенилдиизоцианат                                                                                         |
| 75-09-2                                                                                         | 0058                                                                                            | Дихлорметан                                                                                     | Methylene chloride                                                                              | 7981 мг/м³                                                                                      | 2300 ppm                                                                                        | 75092, канцерогенное вещество                                                                   | Метилен хлорид; ДХМ |
| 107-31-3                                                                                        | 0664                                                                                            | Метил формиат                                                                                   | Methyl formate                                                                                  | 11070 мг/м³                                                                                     | 4500 ppm                                                                                        | 107313                                                                                          | Метилформиат |
| 541-85-5                                                                                        | 1391                                                                                            | 5-Метил-3-гептанон                                                                              | 5-Methyl-3-heptanone                                                                            | 524 мг/м³                                                                                       | 100 ppm                                                                                         | 541855                                                                                          | 5-Метилгептан-3-он; 5-Метил-3-Гептанон; Этиламилкетон; Этилсекамилкетон; Этилсекамилкетон |
| 60-34-4                                                                                         | 0180                                                                                            | Метил гидразин                                                                                  | Methyl hydrazine                                                                                | 37,8 мг/м³                                                                                      | 20 ppm                                                                                          | 60344, канцерогенное вещество                                                                   | Монометилгидразин; Гидразометан; 1-Метилгидразин; ММГ |
| 74-88-4                                                                                         | 0509                                                                                            | Метил йодид                                                                                     | Methyl iodide                                                                                   | 580 мг/м³                                                                                       | 100 ppm                                                                                         | 74884, канцерогенное вещество                                                                   | Йодметан |
| 108-11-2                                                                                        | 0665                                                                                            | Метил изобутил карбинол                                                                         | Methyl isobutyl carbinol                                                                        | 1672 мг/м³                                                                                      | 400 ppm                                                                                         | 108112                                                                                          | 4-Диметил бутан-2-ол; 4-Метил-2-пентанол; Метил амиловый спирт; 4-Метилпент-2-он |
| 624-83-9                                                                                        | 0004                                                                                            | Метил изоцианат                                                                                 | Methyl isocyanate                                                                               | 7 мг/м³                                                                                         | 3 ppm                                                                                           | 624839                                                                                          | MIC; Изоцианатометан; Метиловый эфир изоциановой кислоты; Метилизоцианат |
| 74-93-1                                                                                         | 0299                                                                                            | Метилмеркаптан                                                                                  | Methyl mercaptan                                                                                | 295,5 мг/м³                                                                                     | 150 ppm                                                                                         | 74931                                                                                           | Метантиол; Меркаптометан; Метил сульфгидрат |
| 80-62-6                                                                                         | 0300                                                                                            | Метилметакрилат                                                                                 | Methyl methacrylate                                                                             | 4090 мг/м³                                                                                      | 1000 ppm                                                                                        | 80626                                                                                           | Метил-2-метилпроп-2-еноат; Метиловый эфир метакриловой кислоты; Метил 2-метилпропеноат |
| 98-83-9                                                                                         | 0732                                                                                            | альфа-Метилстирол                                                                               | alpha-Methylstyrene                                                                             | 3381 мг/м³                                                                                      | 700 ppm                                                                                         | 98839                                                                                           | Изопропенил бензол; 2-фенилпропен; 1-Метил-1-фенилэтилен |
| 12001-26-2                                                                                      | -                                                                                               | Слюда, содержащая менее 1 % кварца                                                              | Mica                                                                                            | 1500 мг/м³                                                                                      | -                                                                                               | 12001262                                                                                        | Биотит; Лепидолит; Мусковит; Флогопит; Циннвальдит |
| 7439-98-7                                                                                       | 1003                                                                                            | Молибден (металл)                                                                               | Molybdenum                                                                                      | 5000 мг/м³                                                                                      | -                                                                                               | 7439987                                                                                         | |
| -                                                                                               | 1003                                                                                            | Молибден (растворимые соединения)                                                               | Molybdenum, soluble compounds                                                                   | 1000 мг/м³                                                                                      | -                                                                                               | moly-mo                                                                                         | |
| 100-61-8                                                                                        | 0921                                                                                            | N-Метиланилин                                                                                   | Monomethyl aniline                                                                              | 438 мг/м³                                                                                       | 100 ppm                                                                                         | 100618                                                                                          | N-Метилбензоламин; Монометиланилин; N-Метилфениламин; N-Метиламинобензол |
| 110-91-8                                                                                        | 0302                                                                                            | Морфолин                                                                                        | Morpholine                                                                                      | 1400 мг/м³                                                                                      | 4984 ppm                                                                                        | 110918 (10 % минимальной взрыво- пожароопасной концентрации по объёму)                          | Тетрагидро-1,4-оксазин; Диэтилен оксимид |
| 8030-30-6                                                                                       | -                                                                                               | Лигроин (каменноугольной смолы)                                                                 | Naphtha (coal tar)                                                                              | 4500 мг/м³                                                                                      | 1000 ppm                                                                                        | 8030306 (10 % минимальной взрыво- пожароопасной концентрации по объёму)                         | |
| 91-20-3                                                                                         | 0667                                                                                            | Нафталин                                                                                        | Naphthalene                                                                                     | 1310 мг/м³                                                                                      | 250 ppm                                                                                         | 91203                                                                                           | Нафтен |
| 13463-39-3                                                                                      | 0064                                                                                            | Карбонил никеля                                                                                 | Nickel carbonyl                                                                                 | 14 мг/м³                                                                                        | 2 ppm                                                                                           | 13463393, канцерогенное вещество                                                                | Тетракарбонил никеля; Никель тетракарбонил |
| 7440-02-0                                                                                       | 0062                                                                                            | Никель                                                                                          | Nickel                                                                                          | 10 мг/м³                                                                                        | -                                                                                               | 7440020, канцерогенное вещество                                                                 | |
| 54-11-5                                                                                         | 0519                                                                                            | Никотин                                                                                         | Nicotine                                                                                        | 5 мг/м³                                                                                         | -                                                                                               | 54115                                                                                           | (S)-3-(1-Метилпирролидин-2-ил)пиридин; 3-(1-Метил-2-пирролидинил)пиридин; 1-Метил-2-(3-пиридил)пирролидин |
| 7697-37-2                                                                                       | 0183                                                                                            | Азотная кислота                                                                                 | Nitric acid                                                                                     | 64,5 мг/м³                                                                                      | 25 ppm                                                                                          | 7697372                                                                                         | |
| 10102-43-9                                                                                      | 1311                                                                                            | Оксид азота                                                                                     | Nitric oxide                                                                                    | 123 мг/м³                                                                                       | 100 ppm                                                                                         | 10102439                                                                                        | Окись азота; Оксид азота(II) |
| 100-01-6                                                                                        | 0308                                                                                            | 4-Нитроанилин                                                                                   | p-Nitroaniline                                                                                  | 300 мг/м³                                                                                       | -                                                                                               | 100016                                                                                          | п-Нитроанилин; 1-Амино-4-нитробензол |
| 98-95-3                                                                                         | 0065                                                                                            | Нитробензол                                                                                     | Nitrobenzene                                                                                    | 1008 мг/м³                                                                                      | 200 ppm                                                                                         | 98953                                                                                           | |
| 100-00-5                                                                                        | 0846                                                                                            | п-Нитрохлорбензол                                                                               | p-Nitrochlorobenzene                                                                            | 100 мг/м³                                                                                       | -                                                                                               | 100005                                                                                          | 1-Хлор-4-нитробензол; ПНХБ; ПХНБ |
| 79-24-3                                                                                         | 0817                                                                                            | Нитроэтан                                                                                       | Nitroethane                                                                                     | 3070 мг/м³                                                                                      | 1000 ppm                                                                                        | 79243                                                                                           | |
| 10102-44-0                                                                                      | 0930                                                                                            | Диоксид азота                                                                                   | Nitrogen dioxide                                                                                | 37,6 мг/м³                                                                                      | 20 ppm                                                                                          | 10102440                                                                                        | Оксид азота; Перекись азота; Пероксид азота; Азота диоксид; Оксид азота(IV) |
| 7783-54-2                                                                                       | 1234                                                                                            | Трифторид азота                                                                                 | Nitrogen trifluoride                                                                            | 2900 мг/м³                                                                                      | 2000 ppm                                                                                        | 7783542                                                                                         | Фторид азота; Трифторамин; Трифтораммиак; Перфтораммиак; Азота трифторид; Фторид азота(III) |
| 55-63-0                                                                                         | 0186                                                                                            | Нитроглицерин                                                                                   | Nitroglycerine                                                                                  | 75 мг/м³                                                                                        | -                                                                                               | 55630                                                                                           | Пропан-1,2,3-триола тринитрат; Глицерин тринитрат; Глицерил тринитрат; Тринитроглицерин; 1,2,3-Пропантриол тринитрат                                                                                                 |
| 75-52-5                                                                                         | 0522                                                                                            | Нитрометан                                                                                      | Nitromethane                                                                                    | 1875 мг/м³                                                                                      | 750 ppm                                                                                         | 75525                                                                                           | Нитрокарбол |
| 108-03-2                                                                                        | 1050                                                                                            | 1-Нитропропан                                                                                   | 1-Nitropropane                                                                                  | 3640 мг/м³                                                                                      | 1000 ppm                                                                                        | 108032                                                                                          | |
| 79-46-9                                                                                         | 0187                                                                                            | 2-Нитропропан                                                                                   | 2-Nitropropane                                                                                  | 354 мг/м³                                                                                       | 100 ppm                                                                                         | 79469, канцерогенное вещество                                                                   | Изонитропропан; Диметилнитрометан; втор-Нитропропан |
| 99-08-1                                                                                         | 1411                                                                                            | м-Нитротолуол                                                                                   | m-Nitrotoluene                                                                                  | 1122 мг/м³                                                                                      | 200 ppm                                                                                         | 88722                                                                                           | 3-Метилнитробензол; 3-Нитротолуол |
| 88-72-2                                                                                         | 0931                                                                                            | о-Метилнитробензол                                                                              | o-Nitrotoluene                                                                                  | 1122 мг/м³                                                                                      | 200 ppm                                                                                         | 88722                                                                                           | 2-Нитротолуол; 1-Метил-2-нитробензол |
| 99-99-0                                                                                         | 0932                                                                                            | п-Метилнитробензол                                                                              | p-Nitrotoluene                                                                                  | 1122 мг/м³                                                                                      | 200 ppm                                                                                         | 88722                                                                                           | 4-Нитротолуол; 1-Метил-4-нитробензол |
| 2234-13-1                                                                                       | 1059                                                                                            | Октахлорнафталин                                                                                | Octachloronaphthalene                                                                           | ~1 мг/м³                                                                                        | -                                                                                               | 2234131                                                                                         | Перхлорнафталин |
| 111-65-9                                                                                        | 0933                                                                                            | Октан                                                                                           | Octane                                                                                          | 4670 мг/м³                                                                                      | 1000 ppm                                                                                        | 111659 (10 % минимальной взрыво- пожароопасной концентрации по объёму)                          | н-Октан |
| 8012-95-1                                                                                       | -                                                                                               | Минеральное масло (туман)                                                                       | Oil mist (mineral)                                                                              | 2500 мг/м³                                                                                      | -                                                                                               | 8012951                                                                                         | |
| 20816-12-0                                                                                      | 0528                                                                                            | Тетроксид осмия                                                                                 | Osmium tetroxide                                                                                | 1 мг/м³                                                                                         | -                                                                                               | 20816120                                                                                        | Ангидрид осмиевой кислоты; Оксид осмия; Тетраоксид осмия |
| 144-62-7                                                                                        | 0707                                                                                            | Щавелевая кислота (дигидрат)                                                                    | Oxalic acid                                                                                     | 500 мг/м³                                                                                       | -                                                                                               | 144627                                                                                          | Этандиоевая кислота двуводная |
| 7783-41-7                                                                                       | 0818                                                                                            | Дифторид кислорода                                                                              | Oxygen difluoride                                                                               | 1,1 мг/м³                                                                                       | 0,5 ppm                                                                                         | 7783417                                                                                         | Фторид кислорода; Моноксид фтора; Фторид кислорода(II) |
| 10028-15-6                                                                                      | 0068                                                                                            | Озон                                                                                            | Ozone                                                                                           | 9,8 мг/м³                                                                                       | 5 ppm                                                                                           | 10028156                                                                                        | |
| 1910-42-5                                                                                       | 0005                                                                                            | Паракват                                                                                        | Paraquat                                                                                        | 1 мг/м³                                                                                         | -                                                                                               | 1910425                                                                                         | Паракват дихлорид; Метил виологен дихлорид; 1,1'-Диметил-4,4'-бипиридин дихлорид |
| 56-38-2                                                                                         | 0006                                                                                            | Паратион                                                                                        | Parathion                                                                                       | 10 мг/м³                                                                                        | -                                                                                               | 56382                                                                                           | о, о-Диэтил-о-(4нитрофенил)фосфотиоат; Этил паратион; Тиофос |
| 19624-22-7                                                                                      | 0819                                                                                            | Пентаборан                                                                                      | Pentaborane                                                                                     | 2,6 мг/м³                                                                                       | 1 ppm                                                                                           | 19624227                                                                                        | Пентабор нонагидрид |
| 87-86-5                                                                                         | 0069                                                                                            | Пентахлорфенол                                                                                  | Pentachlorophenol                                                                               | 2,5 мг/м³                                                                                       | -                                                                                               | 87865                                                                                           | Пентахлоргидроксибензол |
| 109-66-0                                                                                        | 0534                                                                                            | н-Пентан                                                                                        | n-Pentane                                                                                       | 4425 мг/м³                                                                                      | 1500 ppm                                                                                        | 109660 (10 % минимальной взрыво- пожароопасной концентрации по объёму)                          | Пентан; Амил ангидрид |
| 107-87-9                                                                                        | 0816                                                                                            | Метилэтилкетон                                                                                  | 2-Pentanone                                                                                     | 5280 мг/м³                                                                                      | 1500 ppm                                                                                        | 107879                                                                                          | Пентан-2-он; 2-Пентанон; Этил ацетон; Метил пропил кетон |
| 594-42-3                                                                                        | 0311                                                                                            | Перхлорметилмеркаптан                                                                           | Perchloromethyl mercaptan                                                                       | 10 мг/м³                                                                                        | 76 ppm                                                                                          | 594423                                                                                          | PMM; Трихлорметансульфенилхлорид; Хлорид трихлорметилсеры; Тиокарбонил тетрахлорид |
| 7616-94-6                                                                                       | 1114                                                                                            | Перхлорил фторид                                                                                | Perchloryl fluoride                                                                             | 419 мг/м³                                                                                       | 100 ppm                                                                                         | 7616946                                                                                         | Оксифторид хлора; Триоксихлорфторид; Фторид оксид хлора |
| 8002-05-9                                                                                       | (недоступная ссылка)                                                                            | Нефтяной дистиллят (нафта)                                                                      | Petroleum distillates (naphtha)                                                                 | 4455 мг/м³                                                                                      | 1100 ppm                                                                                        | 8002059 (10 % минимальной взрыво- пожароопасной концентрации по объёму)                         | |
| 108-95-2                                                                                        | 0070                                                                                            | Фенол                                                                                           | Phenol                                                                                          | 962 мг/м³                                                                                       | 250 ppm                                                                                         | 108952                                                                                          | Карболовая кислота; Гидроксибензол |
| 106-50-3                                                                                        | 0805                                                                                            | п-Фенилендиамин                                                                                 | p-Phenylene diamine                                                                             | 25 мг/м³                                                                                        | -                                                                                               | 106503                                                                                          | 1,4-Диаминобензол; 1,4-Бензолдиамин; п-Аминоанилин |
| 101-84-8                                                                                        | 0791                                                                                            | Дифениловый эфир                                                                                | Phenyl ether                                                                                    | 100 мг/м³                                                                                       | 696 ppm                                                                                         | 101848                                                                                          | Оксидибензол; Дифенил оксид; Феноксибензол; 1,1'-Оксибисбензол; Фениловый эфир |
| 122-60-1                                                                                        | 0188                                                                                            | Фенил глицидиловый эфир                                                                         | Phenyl glycidyl ether                                                                           | 614 мг/м³                                                                                       | 100 ppm                                                                                         | 122601, канцерогенное вещество                                                                  | 1,2-Эпокси-3-феноксипропан; 2,3-Эпоксипропилфениловый эфир; Фенокси метилоксиран |
| 100-63-0                                                                                        | 0938                                                                                            | Фенилгидразин                                                                                   | Phenylhydrazine                                                                                 | 66,3 мг/м³                                                                                      | 15 ppm                                                                                          | 100630, канцерогенное вещество                                                                  | Гидразинобензол; Монофенилгидразин |
| 7786-34-7                                                                                       | 0924                                                                                            | Мевинфос                                                                                        | Phosdrin                                                                                        | 36,7 мг/м³                                                                                      | 4 ppm                                                                                           | 7786347                                                                                         | Метил 3-(диметоксифосфиноилокси)бут-2-еноат |
| 75-44-5                                                                                         | 0007                                                                                            | Фосген                                                                                          | Phosgene                                                                                        | 8,1 мг/м³                                                                                       | 2 ppm                                                                                           | 75445                                                                                           | Карбонил хлорид; Хлороформил хлорид; Карбонилдихлорид |
| 7803-51-2                                                                                       | 0694                                                                                            | Фосфин                                                                                          | Phosphine                                                                                       | 69,5 мг/м³                                                                                      | 50 ppm                                                                                          | 7803512                                                                                         | Тригидрид фосфора; Фосфид водорода |
| 7664-38-2                                                                                       | 1008                                                                                            | Ортофосфорная кислота                                                                           | Phosphoric acid                                                                                 | 1000 мг/м³                                                                                      | -                                                                                               | 7664382                                                                                         | Ортофосфорная кислота; Фосфорная кислота |
| 7723-14-0                                                                                       | 0628                                                                                            | Фосфор (желтый)                                                                                 | Phosphorus (yellow)                                                                             | 5 мг/м³                                                                                         | -                                                                                               | 7723140.html 7723140                                                                            | Белый фосфор |
| 10026-13-8                                                                                      | 0544                                                                                            | Пентахлорид фосфора                                                                             | Phosphorus pentachloride                                                                        | 70 мг/м³                                                                                        | -                                                                                               | 10026138                                                                                        | Фосфор пентахлорид; Фосфор пятихлористый; Перхлорид фосфора; Хлорид фосфора(V) |
| 1314-80-3                                                                                       | 1407                                                                                            | Пентасульфид фосфора                                                                            | Phosphorus pentasulfide                                                                         | 250 мг/м³                                                                                       | -                                                                                               | 1314803                                                                                         | Phosphorus persulfide, Phosphorus sulfide, Sulfur phosphide; Декасульфид тетрафосфора |
| 7719-12-2                                                                                       | 0696                                                                                            | Трихлорид фосфора                                                                               | Phosphorus trichloride                                                                          | 140 мг/м³                                                                                       | 25 ppm                                                                                          | 7719122                                                                                         | Трихлорфосфин; Хлорид фосфора; Хлорид фосфора(III) |
| 85-44-9                                                                                         | 0315                                                                                            | Фталевый ангидрид                                                                               | Phthalic anhydride                                                                              | 60 мг/м³                                                                                        | -                                                                                               | 85449                                                                                           | Ангидрид 1,2-бензолдикарбоксильной кислоты; Ангидрид фталевой кислоты; 1,3-Изобензофурандион; Изобензофуран-1,3-дион                                                                                                 |
| 88-89-1                                                                                         | 0316                                                                                            | Пикриновая кислота                                                                              | Picric acid                                                                                     | 75 мг/м³                                                                                        | -                                                                                               | 88891                                                                                           | 2,4,4-Тринитрофенол; Тринитрофенол |
| 83-26-1                                                                                         | 1515                                                                                            | 2-Пивалоил-1,3-индандион                                                                        | Pindone                                                                                         | 100 мг/м³                                                                                       | -                                                                                               | 83261                                                                                           | tert-Butyl valone; 1,3-Dioxo-2-pivaloy-lindane; Pival®; Pivalyl; 2-Pivalyl-1,3-indandione |
| -                                                                                               | -                                                                                               | Платина, растворимые соли                                                                       | Platinum (soluble salts, as Pt)                                                                 | 4 мг/м³                                                                                         | -                                                                                               | platinum                                                                                        | |
| 65997-15-1                                                                                      | 1425                                                                                            | Портландцемент                                                                                  | Portland cement                                                                                 | 5000 мг/м³                                                                                      | -                                                                                               | 65997151                                                                                        | |
| 151-50-8                                                                                        | 0671                                                                                            | Цианид калия                                                                                    | Potassium cyanide                                                                               | 25 мг/м³                                                                                        | -                                                                                               | cyanides                                                                                        | Цианистый калий |
| 74-98-6                                                                                         | 0319                                                                                            | Пропан                                                                                          | Propane                                                                                         | 3780 мг/м³                                                                                      | 2100 ppm                                                                                        | 74986 (10 % минимальной взрыво- пожароопасной концентрации по объёму)                           | |
| 109-60-4                                                                                        | 0940                                                                                            | н-Пропил ацетат                                                                                 | n-Propyl acetate                                                                                | 7106 мг/м³                                                                                      | 1700 ppm                                                                                        | 109604                                                                                          | 1-Ацетоксипропан; 1-Пропилацетат; н-Пропиловый эфир уксусной кислоты; Пропилацетат |
| 71-23-8                                                                                         | 0553                                                                                            | 1-Пропанол                                                                                      | n-Propyl alcohol                                                                                | 1968 мг/м³                                                                                      | 800 ppm                                                                                         | 71238                                                                                           | Пропиловый спирт; Пропан-1-ол; Пропанол-1 |
| 78-87-5                                                                                         | 0441                                                                                            | 1,2-Дихлорпропан                                                                                | Propylene dichloride                                                                            | 1848 мг/м³                                                                                      | 400 ppm                                                                                         | 78875, канцерогенное вещество                                                                   | Пропилен дихлорид |
| 75-55-8                                                                                         | 0322                                                                                            | Пропиленимин                                                                                    | Propylene imine                                                                                 | 234 мг/м³                                                                                       | 100 ppm                                                                                         | 75558, канцерогенное вещество                                                                   | 2-Метилазиридин; Метилэтиленимин; Пропилен имин |
| 75-56-9                                                                                         | 0192                                                                                            | Пропилен оксид                                                                                  | Propylene oxide                                                                                 | 952 мг/м³                                                                                       | 400 ppm                                                                                         | 75569, канцерогенное вещество                                                                   | 1,2-Эпоксипропан; Метилоксиран; Метил этилен оксид; Пропен оксид; Пропилена окись |
| 627-13-4                                                                                        | 1513                                                                                            | Пропил нитрат                                                                                   | n-Propyl nitrate                                                                                | 2150 мг/м³                                                                                      | 500 ppm                                                                                         | 627134                                                                                          | н-Пропиловый нитрат |
| 8003-34-7                                                                                       | 1475                                                                                            | Пиретрум экстракт                                                                               | Pyrethrum                                                                                       | 5000 мг/м³                                                                                      | -                                                                                               | 8003347                                                                                         | |
| 110-86-1                                                                                        | 0323                                                                                            | Пиридин                                                                                         | Pyridine                                                                                        | 3240 мг/м³                                                                                      | 1000 ppm                                                                                        | 110861                                                                                          | Азин; Азабензол |
| 106-51-4                                                                                        | 0779                                                                                            | п-Бензохинон                                                                                    | Quinone                                                                                         | 100 мг/м³                                                                                       | -                                                                                               | 106514                                                                                          | 2,5-Циклогексадиен-1,4-дион; Хинон; 1,4-Бензохинон; п-Хинон; Бензохин-1,4-он |
| 7440-16-6                                                                                       | 1247                                                                                            | Родий                                                                                           | Rhodium (metal fume and insoluble compounds, as Rh)                                             | 100 мг/м³                                                                                       | -                                                                                               | rhodium                                                                                         | |
| -                                                                                               | -                                                                                               | Родий (растворимые соединения)                                                                  | Rhodium (soluble compounds, as Rh)                                                              | 2 мг/м³                                                                                         | -                                                                                               | rhodium                                                                                         | |
| 299-84-3                                                                                        | 0975                                                                                            | Фенхлорфос                                                                                      | Ronnel                                                                                          | 300 мг/м³                                                                                       | -                                                                                               | 299843                                                                                          | O,O-Диметил-O-(2,4,5-трихлорфенил) фосфотиоат; Роннел |
| 83-79-4                                                                                         | 0944                                                                                            | Ротенон                                                                                         | Rotenone                                                                                        | 2500 мг/м³                                                                                      | -                                                                                               | 83794                                                                                           | Туботоксин; Деррис порошок |
| 7782-49-2                                                                                       | 0072                                                                                            | Селен                                                                                           | Selenium                                                                                        | 1 мг/м³                                                                                         | -                                                                                               | 7782492                                                                                         | |
| 7783-79-1                                                                                       | 0947                                                                                            | Гексафторид селена                                                                              | Selenium hexafluoride                                                                           | 15,8 мг/м³                                                                                      | 2 ppm                                                                                           | 7783791                                                                                         | Фторид селена |
| 7631-86-9                                                                                       | -                                                                                               | Диоксид кремния (аморфный)                                                                      | Silica, amorphous                                                                               | 3000 мг/м³                                                                                      | -                                                                                               | 7631869                                                                                         | |
| 14808-60-7                                                                                      | 0808                                                                                            | Диоксид кремния (кристаллический)                                                               | Silica, crystalline                                                                             | 25/50 мг/м³                                                                                     | -                                                                                               | 14808607, канцерогенное вещество                                                                | 25 мг/м³ — кристобалит, тридимит; 50 мг/м³ — кварц (Кристаллический силикат, кварц; Кристаллический диоксид кремния, кварц; Кремниевый ангидрид)                                                                     |
| 7440-22-4                                                                                       | 0810                                                                                            | Серебро                                                                                         | Silver                                                                                          | 10 мг/м³                                                                                        | -                                                                                               | 7440224                                                                                         | пыль серебра и его растворимые соединения |
| -                                                                                               | -                                                                                               | Талькохлорит                                                                                    | Soapstone (containing less than 1 % quartz)                                                     | 3000 мг/м³                                                                                      | -                                                                                               | soapston                                                                                        | Тальковый камень; Талькокарбонат; Талькомагнезит; Мыльный камень |
| 15096-52-3                                                                                      | 1565                                                                                            | Криолит                                                                                         | Sodium aluminum fluoride                                                                        | 250 мг/м³                                                                                       | -                                                                                               | fluoride                                                                                        | Гексафтороалюминат натрия |
| 143-33-9                                                                                        | 1118                                                                                            | Цианид натрия                                                                                   | Sodium cyanide                                                                                  | 25 мг/м³                                                                                        | -                                                                                               | cyanides                                                                                        | Натриевая соль синильной кислоты; Цианистый натрий |
| 7681-49-4                                                                                       | 0951                                                                                            | Фторид натрия                                                                                   | Sodium fluoride                                                                                 | 250 мг/м³                                                                                       | -                                                                                               | fluoride                                                                                        | Натрий фтористый; Натрий фторид |
| 62-74-8                                                                                         | 0484                                                                                            | Фторацетет натрия                                                                               | Sodium fluoroacetate                                                                            | 2,5 мг/м³                                                                                       | -                                                                                               | 62748                                                                                           | Фторуксусная кислота, натриевая соль |
| 1310-73-2                                                                                       | 0360                                                                                            | Гидроксид натрия                                                                                | Sodium hydroxide                                                                                | 10 мг/м³                                                                                        | -                                                                                               | 1310732                                                                                         | Каустическая сода; Едкий натр; Натрий гидрат |
| 7803-52-3                                                                                       | 0776                                                                                            | Стибин                                                                                          | Stibine                                                                                         | 25,5 мг/м³                                                                                      | 5 ppm                                                                                           | 7803523                                                                                         | Гидрид сурьмы; Тригидрид сурьмы; Антимонид водорода |
| 8052-41-3                                                                                       | 0361                                                                                            | Уайт-спирит                                                                                     | Stoddard solvent                                                                                | 20 000 мг/м³                                                                                    | -                                                                                               | 8052413                                                                                         | Растворитель Стоддарда |
| 57-24-9                                                                                         | 0197                                                                                            | Стрихнин                                                                                        | Strychnine                                                                                      | 3 мг/м³                                                                                         | -                                                                                               | 57249                                                                                           | Стрихнидин-10-он |
| 100-42-5                                                                                        | 0073                                                                                            | Стирол                                                                                          | Styrene                                                                                         | 2982 мг/м³                                                                                      | 700 ppm                                                                                         | 100425                                                                                          | Винилбензол; Фенилэтилен; Этенилбензол |
| 7446-09-5                                                                                       | 0074                                                                                            | Диоксид серы                                                                                    | Sulfur dioxide                                                                                  | 262 мг/м³                                                                                       | 100 ppm                                                                                         | 7446095                                                                                         | Сернистый ангидрид; Двуокись серы; Оксид серы; Сернистый газ; Сера диоксид; Оксид серы(IV) |
| 7664-93-9                                                                                       | 0362                                                                                            | Серная кислота                                                                                  | Sulfuric acid                                                                                   | 15 мг/м³                                                                                        | -                                                                                               | 7664939                                                                                         | |
| 10025-67-9                                                                                      | 0958                                                                                            | Монохлорид серы                                                                                 | Sulfur monochloride                                                                             | 27,6 мг/м³                                                                                      | 5 ppm                                                                                           | 10025679                                                                                        | Хлорид серы; Дихлорид дисеры; диСера дихлорид; Сера хлористая |
| 5714-22-7                                                                                       | -                                                                                               | Сера пятифтористая                                                                              | Sulfur pentafluoride                                                                            | 10,4 мг/м³                                                                                      | 1 ppm                                                                                           | 5714227                                                                                         | диСера декафторид; Декафторид дисеры |
| 2699-79-8                                                                                       | 1402                                                                                            | Сульфурилфторид                                                                                 | Sulfuryl fluoride                                                                               | 836 мг/м³                                                                                       | 200 ppm                                                                                         | 2699798                                                                                         | Сульфурил дифторид; Сернокислый оксифторид |
| 93-76-5                                                                                         | 0075                                                                                            | (2,4,5-Трихлорфенокси) уксусная кислота                                                         | 2,4,5-Trichlorophenoxy) acetic acid                                                             | 250 мг/м³                                                                                       | -                                                                                               | 93765                                                                                           | 2,4,5-T |
| 14807-96-6                                                                                      | 0329                                                                                            | Тальк                                                                                           | Talc                                                                                            | 1000 мг/м³                                                                                      | -                                                                                               | 14807966                                                                                        | Смесь гидроксисиликатов, чистая от примесей кремния и волокон |
| 7440-25-7                                                                                       | 1596                                                                                            | Тантал                                                                                          | Tantalum                                                                                        | 2500 мг/м³                                                                                      | -                                                                                               | 7440257                                                                                         | |
| 3689-24-5                                                                                       | 0985                                                                                            | Сульфотеп                                                                                       | TEDP                                                                                            | 10 мг/м³                                                                                        | -                                                                                               | 3689245                                                                                         | Тетраэтиловый эфир тиодифосфорной кислоты; Этил тиопирофосфат; Тетраэтил дитиопирофосфат (ТЭДФ) |
| 13494-80-9                                                                                      | 0986                                                                                            | Теллур                                                                                          | Tellurium                                                                                       | 25 мг/м³                                                                                        | -                                                                                               | 13494809                                                                                        | |
| 7783-80-4                                                                                       | -                                                                                               | Гексафторид теллура                                                                             | Tellurium hexafluoride                                                                          | 9,9 мг/м³                                                                                       | 1 ppm                                                                                           | 7783804                                                                                         | |
| 107-49-3                                                                                        | 1158                                                                                            | Тетраэтилпирофосфат                                                                             | TEPP                                                                                            | 5 мг/м³                                                                                         | -                                                                                               | 107493                                                                                          | ТЭПФ; Тетраэтиловый эфир дифосфорной кислоты; Тетраэтил дифосфат |
| 92-06-8                                                                                         | -                                                                                               | м-Терфенил                                                                                      | m-Terphenyl                                                                                     | 500 мг/м³                                                                                       | -                                                                                               | 26140603                                                                                        | |
| 84-15-1                                                                                         | 1525                                                                                            | o-Терфенил                                                                                      | o-Terphenyl                                                                                     | 500 мг/м³                                                                                       | -                                                                                               | 26140603                                                                                        | |
| 92-94-4                                                                                         | -                                                                                               | п-Терфенил                                                                                      | p-Terphenyl                                                                                     | 500 мг/м³                                                                                       | -                                                                                               | 26140603                                                                                        | 1,1’:4’,1"-Терфенил |
| 76-11-9                                                                                         | 1420                                                                                            | Фреон-112а                                                                                      | 1,1,1,2-Tetrachloro-2,2-difluoroethane                                                          | 16680 мг/м³                                                                                     | 2000 ppm                                                                                        | 76119                                                                                           | |
| 76-12-0                                                                                         | 1421                                                                                            | Фреон 112                                                                                       | Freon 112                                                                                       | 16680 мг/м³                                                                                     | 2000 ppm                                                                                        | 76120                                                                                           | 1,2-Дифтор-1,1,2,2-тетрахлорэтан |
| 79-34-5                                                                                         | 0332                                                                                            | 1,1,2,2-Тетрахлорэтан                                                                           | 1,1,2,2-Tetrachloroethane                                                                       | 687 мг/м³                                                                                       | 100 ppm                                                                                         | 79345, канцерогенное вещество                                                                   | Ацетилен тетрахлорид; Симметричный тетрахлорэтан; S-тетрахлорэтан |
| 127-18-4                                                                                        | 0076                                                                                            | Тетрахлорэтилен                                                                                 | Tetrachloroethylene                                                                             | 1017 мг/м³                                                                                      | 150 ppm                                                                                         | 127184, канцерогенное вещество                                                                  | 1,1,2,2-Тетрахлорэтилен; Перхлорэтилен; Тетрахлорэтен |
| 78-00-2                                                                                         | 0008                                                                                            | Тетраэтилсвинец                                                                                 | Tetraethyl lead                                                                                 | 40 мг/м³                                                                                        | -                                                                                               | 78002                                                                                           | |
| 109-99-9                                                                                        | 0578                                                                                            | Тетрагидрофуран                                                                                 | Tetrahydrofuran                                                                                 | 5900 мг/м³                                                                                      | 2000 ppm                                                                                        | 109999 (10 % минимальной взрыво- пожароопасной концентрации по объёму)                          | Тетраметилен оксид; Диэтилен оксид; 1,4-Эпоксибутан; Оксациклопентан |
| 75-74-1                                                                                         | 0200                                                                                            | Тетраметилсвинец                                                                                | Tetramethyl lead                                                                                | 40 мг/м³                                                                                        | -                                                                                               | 75741                                                                                           | |
| 3333-52-6                                                                                       | 1121                                                                                            | Тетраметил сукцинонитрил                                                                        | Tetramethyl succinonitrile                                                                      | 27,9 мг/м³                                                                                      | 5 ppm                                                                                           | 3333526                                                                                         | Динитрил тетраметилянтарной кислоты; Тетраметилбутандинитрил; ТМСН |
| 509-14-8                                                                                        | 1468                                                                                            | Тетранитрометан                                                                                 | Tetranitromethane                                                                               | 32 мг/м³                                                                                        | 4 ppm                                                                                           | 509148                                                                                          | |
| 479-45-8                                                                                        | 0959                                                                                            | Тетрил                                                                                          | Tetryl                                                                                          | 750 мг/м³                                                                                       | -                                                                                               | 479458                                                                                          | N-Метил-N,2,4,6-тетранитроанилин; Пикрилнитрометиламин; Нитрамин |
| -                                                                                               | -                                                                                               | Таллий (растворимые соединения)                                                                 | Thallium (soluble compounds)                                                                    | 15 мг/м³                                                                                        | -                                                                                               | thallium                                                                                        | |
| 137-26-8                                                                                        | 0757                                                                                            | Тирам                                                                                           | Thiram                                                                                          | 100 мг/м³                                                                                       | -                                                                                               | 137268                                                                                          | Тетраметилтиурамдисульфид; Бис (диметилтиокарбамоил) дисульфид; ТМТД; Тетраметилтиопероксидикарбондиамид |
| 7440-31-5                                                                                       | 1535                                                                                            | Олово                                                                                           | Tin                                                                                             | 100 мг/м³                                                                                       | -                                                                                               | 7440315                                                                                         | |
| -                                                                                               | -                                                                                               | Олово (органические соединения)                                                                 | Tin (organic compounds)                                                                         | 25 мг/м³                                                                                        | -                                                                                               | tin-org                                                                                         | |
| 13463-67-7                                                                                      | 0338                                                                                            | Диоксид титана                                                                                  | Titanium dioxide                                                                                | 5000 мг/м³                                                                                      | -                                                                                               | 13463677, канцерогенное вещество                                                                | Титан окись; Титан диоксид; Рутил; Двуокись титана; Оксид титана(IV) |
| 108-88-3                                                                                        | 0078                                                                                            | Толуол                                                                                          | Toluene                                                                                         | 1885 мг/м³                                                                                      | 500 ppm                                                                                         | 108883                                                                                          | Метилбензол; Фенилметан |
| 584-84-9                                                                                        | 0339                                                                                            | 2,4-Толуол диизоцианат                                                                          | Toluene-2,4-diisocyanate                                                                        | 17,8 мг/м³                                                                                      | 2,5 ppm                                                                                         | 584849, канцерогенное вещество                                                                  | Толуилендиизоцианат; 4-Метил-мета-фенилен диизоцианат; 2,4-Диизоцианатотолуол; 2,4-Диизоцианато-1-метилбензол; 4-Метилфенилен-1,3-диизоцианат                                                                        |
| 95-53-4                                                                                         | 0341                                                                                            | орто-Толуидин                                                                                   | o-Toluidine                                                                                     | 219 мг/м³                                                                                       | 50 ppm                                                                                          | 95534, канцерогенное вещество                                                                   | 1-Амино-2-метилбензол; 2-Аминотолуол; о-Метиланилин |
| 126-73-8                                                                                        | 0584                                                                                            | Трибутил фосфат                                                                                 | Tributyl phosphate                                                                              | 327 мг/м³                                                                                       | 30 ppm                                                                                          | 126738                                                                                          | Три-н-бутил фосфат; Бутил фосфат; Трибутиловый эфир фосфорной кислоты; O,O,O-Трибутилфосфат; Бутифос |
| 79-00-5                                                                                         | 0080                                                                                            | 1,1,2-Трихлорэтан                                                                               | 1,1,2-Trichloroethane                                                                           | 546 мг/м³                                                                                       | 100 ppm                                                                                         | 79005, канцерогенное вещество                                                                   | Винилтрихлорид; бета-Трихлорэтан; Трихлорвинил |
| 79-01-6                                                                                         | 0081                                                                                            | Трихлорэтилен                                                                                   | Trichloroethylene                                                                               | 5370 мг/м³                                                                                      | 1000 ppm                                                                                        | 79016, канцерогенное вещество                                                                   | 1,1,2-Трихлорэтилен; Трихлорэтен; Этилентрихлорид; Ацетилентрихлорид |
| 96-18-4                                                                                         | 0683                                                                                            | 1,2,3-Трихлорпропан                                                                             | 1,2,3-Trichloropropane                                                                          | 603 мг/м³                                                                                       | 100 ppm                                                                                         | 96184, канцерогенное вещество                                                                   | Трихлоргидрин глицерина; Аллил трихлорид; Трихлоргидрин |
| 76-13-1                                                                                         | 0050                                                                                            | 1,1,2-Трифтор-1,2,2-трихлорэтан                                                                 | 1,1,2-Trichloro-1,2,2-trifluoroethane                                                           | 15340 мг/м³                                                                                     | 2000 ppm                                                                                        | 76131                                                                                           | Фреон 113; CFC 113; R 113; Трихлортрифторэтан |
| 121-44-8                                                                                        | 0203                                                                                            | Триэтиламин                                                                                     | Triethylamine                                                                                   | 828 мг/м³                                                                                       | 200 ppm                                                                                         | 121448                                                                                          | N,N-Диэтилэтанамин |
| 75-63-8                                                                                         | 0837                                                                                            | Бромтрифторметан                                                                                | Trifluorobromomethane                                                                           | 243 600 мг/м³                                                                                   | 40 000 ppm                                                                                      | 75638                                                                                           | Трифторбромметан; Фторуглерод-1301; Бромофтороформ; Фреон 13В1 |
| 118-96-7                                                                                        | 0967                                                                                            | 2,4,6-Тринитротолуол                                                                            | 2,4,6-Trinitrotoluene                                                                           | 500 мг/м³                                                                                       | -                                                                                               | 118967                                                                                          | Тринитротолуол; 2-Метил-1,3,5-тринитробензол; ТНТ; 1-Метил-2,4,6-тринитробензол; 2-Метил-1,3,5-тринитробензол; 2,4,6-Тринитрометилбензол                                                                             |
| 78-30-8                                                                                         | 0961                                                                                            | о-Крезил фосфат                                                                                 | Triorthocresyl phosphate                                                                        | 40 мг/м³                                                                                        | -                                                                                               | 78308                                                                                           | о-Толил фосфат; ТОКФ; три-о-Крезил фосфат |
| 115-86-6                                                                                        | 1062                                                                                            | Трифенилфосфат                                                                                  | Triphenyl phosphate                                                                             | 1000 мг/м³                                                                                      | -                                                                                               | 115866                                                                                          | Трифениловый эфир фосфорной кислоты; ТФФ; О,О,О-Трифенилфосфат |
| 8006-64-2                                                                                       | 1063                                                                                            | Скипидар                                                                                        | Turpentine                                                                                      | 4448 мг/м³                                                                                      | 8000 ppm                                                                                        | 8006642                                                                                         | Терпентиновое масло; Терпентин |
| 7440-61-1                                                                                       | 1251                                                                                            | Уран (нерастворимые соединения)                                                                 | Uranium (insoluble compounds)                                                                   | 10 мг/м³                                                                                        | -                                                                                               | 7440611, канцерогенное вещество                                                                 | |
| -                                                                                               | -                                                                                               | Уран (растворимые соединения)                                                                   | Uranium (soluble compounds)                                                                     | 10 мг/м³                                                                                        | -                                                                                               | uranium, канцерогенное вещество                                                                 | |
| 7440-62-2                                                                                       | -                                                                                               | Ванадий (пыль)                                                                                  | Vanadium dust                                                                                   | 35 мг/м³                                                                                        | -                                                                                               | vandust                                                                                         | |
| 1314-62-1                                                                                       | -                                                                                               | Ванадий (дым)                                                                                   | Vanadium fume                                                                                   | 35 мг/м³                                                                                        | -                                                                                               | vanfume                                                                                         | |
| 25013-15-4                                                                                      | 0514                                                                                            | Винил толуол                                                                                    | Vinyl toluene                                                                                   | 1932 мг/м³                                                                                      | 400 ppm                                                                                         | 25013154                                                                                        | Метил стирол; Этенилилметилбензол; Винил(метил)бензол; Этенил(метил)бензол |
| 81-81-2                                                                                         | 0821                                                                                            | Варфарин                                                                                        | Warfarin                                                                                        | 100 мг/м³                                                                                       | -                                                                                               | 81812                                                                                           | Зоокумарин; 3-(альфа-Ацетонилбензил)-4-гидроксикумарин; 4-Гидрокси-3-(3-оксо-1-фенилбутил)-2H-1-бензопиран-2-он |
| 108-38-3                                                                                        | 0085                                                                                            | м-Ксилол                                                                                        | m-Xylene                                                                                        | 3906 мг/м³                                                                                      | 900 ppm                                                                                         | 95476                                                                                           | мета-Ксилол; 1,3-Диметилбензол |
| 95-47-6                                                                                         | 0084                                                                                            | о-Ксилол                                                                                        | o-Xylene                                                                                        | 3906 мг/м³                                                                                      | 900 ppm                                                                                         | 95476                                                                                           | орто-Ксилол; 1,2-Диметилбензол |
| 106-42-3                                                                                        | 0086                                                                                            | п-Ксилол                                                                                        | p-Xylene                                                                                        | 3906 мг/м³                                                                                      | 900 ppm                                                                                         | 95476                                                                                           | пара-Ксилол; 1,4-Диметилбензол |
| 1300-73-8                                                                                       | 0600                                                                                            | Ксилидин                                                                                        | Xylidine                                                                                        | 248 мг/м³                                                                                       | 50 ppm                                                                                          | 1300738                                                                                         | Диметиланилин; Аминодиметилбензол; Диметилфениламин |
| 7440-65-5                                                                                       | -                                                                                               | Иттрий                                                                                          | Yttrium                                                                                         | 500 мг/м³                                                                                       | -                                                                                               | 7440655                                                                                         | |
| 7646-85-7                                                                                       | 1064                                                                                            | Хлорид цинка                                                                                    | Zinc chloride fume                                                                              | 50 мг/м³                                                                                        | -                                                                                               | 7646857                                                                                         | Цинк дихлорид |
| 1314-13-2                                                                                       | 0208                                                                                            | Оксид цинка                                                                                     | Zinc oxide                                                                                      | 500 мг/м³                                                                                       | -                                                                                               | 1314132                                                                                         | Цинковый белый; Монооксид цинка |
| 7440-67-7                                                                                       | 1405                                                                                            | Цирконий                                                                                        | Zirconium compounds                                                                             | 25 мг/м³                                                                                        | -                                                                                               | 7440677                                                                                         | |

| Некоторые другие значения мгновенно-опасных концентраций для нескольких газов | Некоторые другие значения мгновенно-опасных концентраций для нескольких газов | Некоторые другие значения мгновенно-опасных концентраций для нескольких газов | Некоторые другие значения мгновенно-опасных концентраций для нескольких газов | Некоторые другие значения мгновенно-опасных концентраций для нескольких газов | Некоторые другие значения мгновенно-опасных концентраций для нескольких газов | Некоторые другие значения мгновенно-опасных концентраций для нескольких газов |
| Номер                                                                         | Номер                                                                         | Название                                                                      | Название                                                                      | Мгновенно-опасная концентрация                                                | Мгновенно-опасная концентрация                                                | Источник                                                                      |
| CAS                                                                           | ICSC                                                                          | На русском языке                                                              | (en)                                                                          | мг/м³                                                                         | ppm                                                                           | Источник                                                                      |
| ----------------------------------------------------------------------------- | ----------------------------------------------------------------------------- | ----------------------------------------------------------------------------- | ----------------------------------------------------------------------------- | ----------------------------------------------------------------------------- | ----------------------------------------------------------------------------- | ----------------------------------------------------------------------------- |
| 505-60-2                                                                      | 0418                                                                          | Иприт                                                                         | Sulfur mustard                                                                | ~4,7 мг/м³                                                                    | 0.7 ppm                                                                       | 29750008                                                                      |
| 77-81-6                                                                       | -                                                                             | Табун (вещество)                                                              | Tabun                                                                         | ~0.7 мг/м³                                                                    | 0.1 ppm                                                                       | nerve                                                                         |
| 77-81-6                                                                       | -                                                                             | Зарин                                                                         | Sarin                                                                         | ~0.6 мг/м³                                                                    | 0.1 ppm                                                                       | nerve                                                                         |
| 96-64-0                                                                       | -                                                                             | Зоман                                                                         | Soman (Zoman)                                                                 | ~0.4 мг/м³                                                                    | 0.05 ppm                                                                      | nerve                                                                         |
| 329-99-7                                                                      | -                                                                             | Циклозарин                                                                    | Cyclosarin                                                                    | ~0.4 мг/м³                                                                    | 0.05 ppm                                                                      | nerve                                                                         |
| 50782-69-9 51848-47-6 53800-40-1                                              | -                                                                             | VX                                                                            | VX                                                                            | ~0.034 мг/м³                                                                  | 0.003 ppm                                                                     | nerve                                                                         |